# 荃葵青遊行
荃葵青遊行是2019年8月25日的一次反對逃犯條例修訂草案運動遊行，於香港荃灣區和葵青區舉行，起點位於葵涌運動場，途經葵福路、楊屋道等道路，終點位於荃灣公園。遊行由荃葵青遊行籌備小組籌備，遊行申請人為林啟康，統籌人為余藝明。因應遊行及集會所演變的衝突，人群管理特別用途車（水炮車）於當日首次出動，並於一小時內兩度射水。
遊行集會最終提早結束，而遊行被香港警察（下稱「警方」）清場後，有示威者轉至曾發生疑似白衣人襲擊事件的二陂坊一帶破壞麻雀館等商鋪，並與數名警員爆發衝突，警方事後證實有軍裝警員開槍，是首次在處理反對逃犯條例修訂草案運動時開真槍。警方在遊行當晚也拘捕了一名12歲嶺南衡怡紀念中學升中一男童，他成為反對逃犯條例修訂草案運動中當時年紀最小的被捕人士。
是次遊行集會引起了多方分別對警方執法和示威者破壞的爭議。多個港鐵站和巴士路綫因應是次遊行集會而暫停服務，而港鐵關閉車站的做法也引起了爭議。由康樂及文化事務署管理的部分康樂設施也因應是次遊行集會而提早關閉。

## 日期及路線

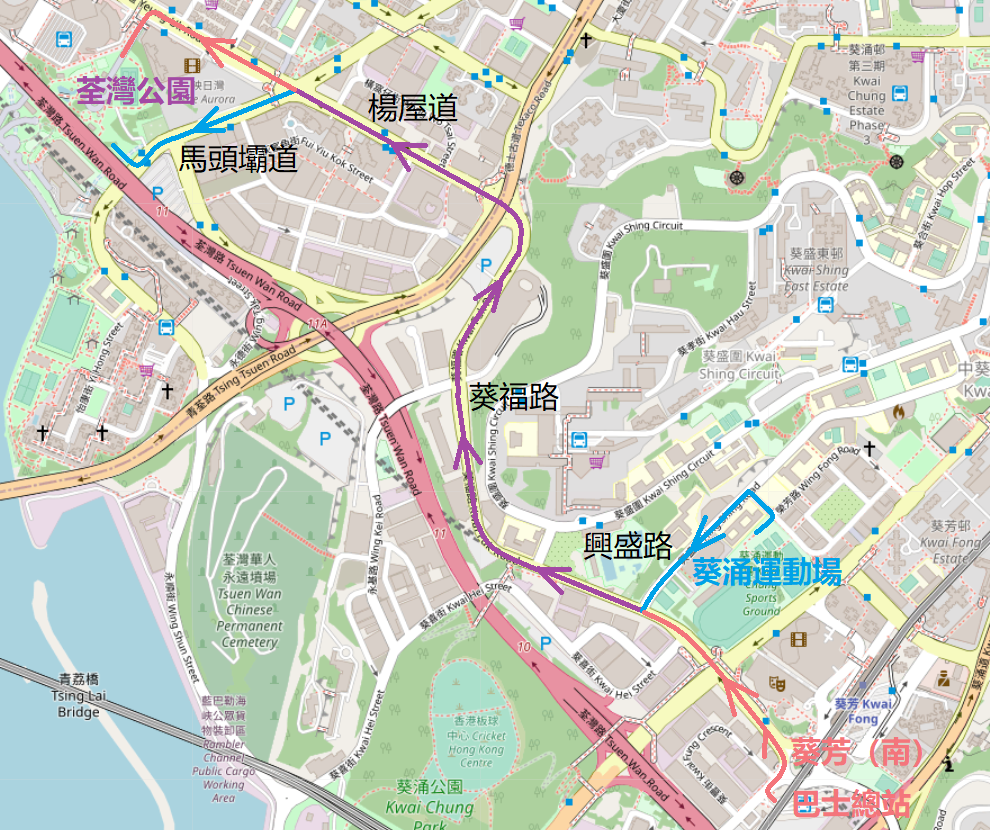
遊行路線圖，其中紅色為原路線，藍色為最終路線，紫色為不變路線

遊行由荃葵青遊行籌備小組籌備，遊行申請人為林啟康，統籌人為余藝明。遊行在2019年8月25日於香港荃灣區和葵青區舉行，起點位於葵涌運動場，途經葵福路、楊屋道等道路，終點位於荃灣公園。遊行日期原定為2019年8月18日，惟由於民間人權陣線後來亦打算在同日舉辦遊行（最後為「煞停警黑亂港 落實五大訴求」集會），原有遊行延後一星期舉行。遊行原定為2019年8月25日下午2時半於葵芳（南）巴士總站集合，3時起步，遊行至荃灣公園後集會。警方於8月23日對遊行發出反對通知書，原因是巴士總站不適宜作集合地點。遊行終點荃灣公園的中央廣場於當日下午5時至晚上8時亦進行集會，則獲發不反對通知書。遊行申請人提出上訴，並在8月24日展開上訴聆訊後，與警方就遊行路線達成共識，並撤回上訴，遊行亦同獲發不反對通知書，批准原因為改在葵涌運動場集合較為安全，以及遊行主辦方同意沿行人路遊行。遊行路線在修改後，改於葵涌運動場集合，集合時間、起步時間和終點不變，惟改由興盛路入葵福路，並改經馬頭壩道入荃灣公園，而不經馬頭壩道後的一段楊屋道。

## 過程

### 前夕及遊行初期
在集合時間前，葵涌運動場已有不少市民聚集，部分人正在看台避雨。下午2時45分，遊行開始起步，現場亦有不少家長帶同孩子參與。遊行期間，在葵涌中信電訊大廈對出的遊行人士已走出馬路，佔據葵福路部分行車線。現場不時有車輛駛過，示威者亦有讓路。3時20分，遊行隊伍隊頭已到楊屋道，由於參加者眾多，楊屋道多條行車線已被遊行人士企滿。3時35分，遊行隊伍隊頭已到達終點荃灣公園。到4時，大會宣佈當日集會採用「流水式」形式，集會人士離開後可再繞路回來集會。大會又指，遊行隊伍隊尾仍在起點等待出發。

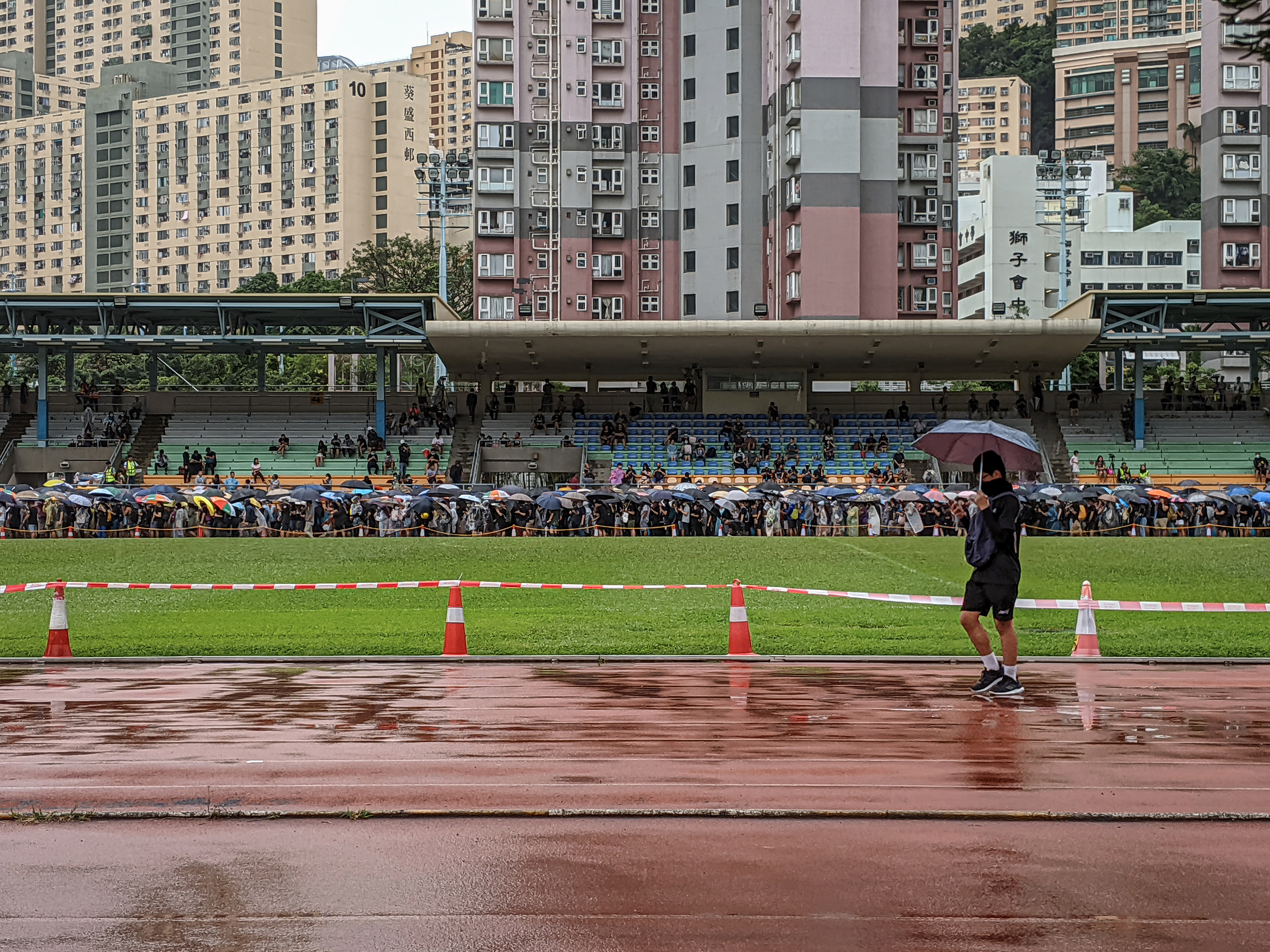
集合時間前，葵涌運動場已有不少市民聚集
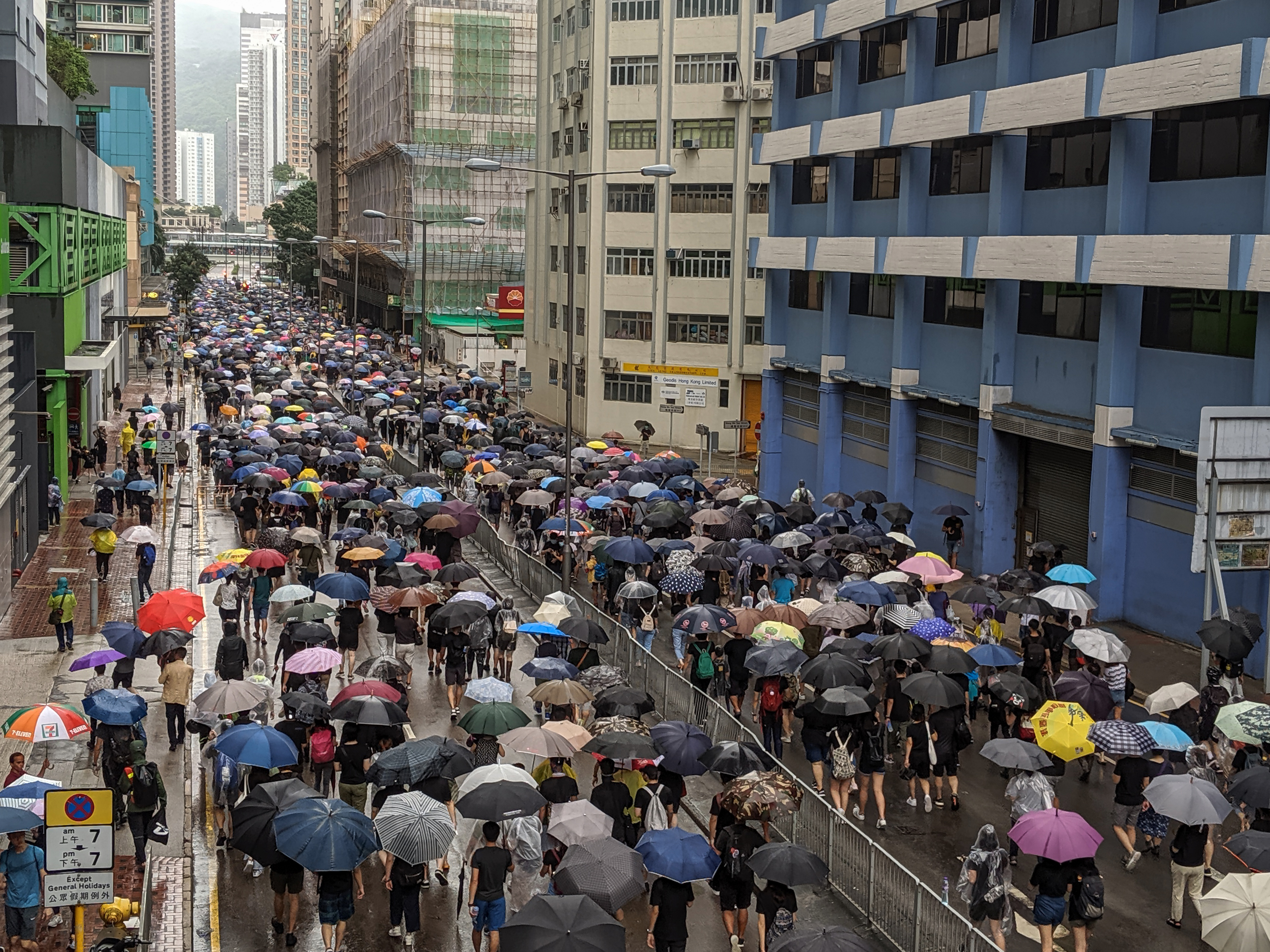
集會人士冒雨行經楊屋道，並佔據所有行車綫
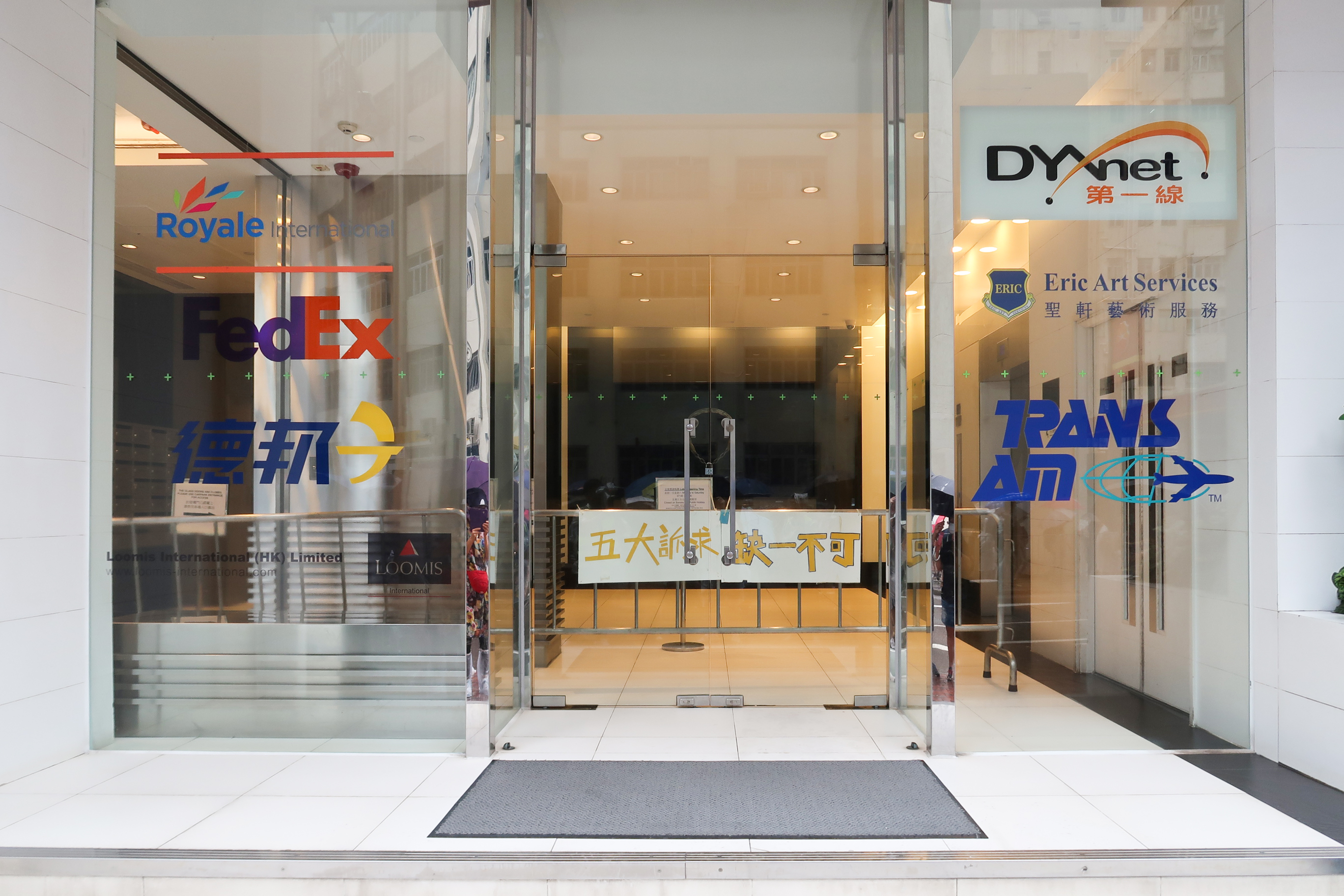
國際訊通中心入口的鐵馬擺放了「五大訴求 缺一不可」的標語
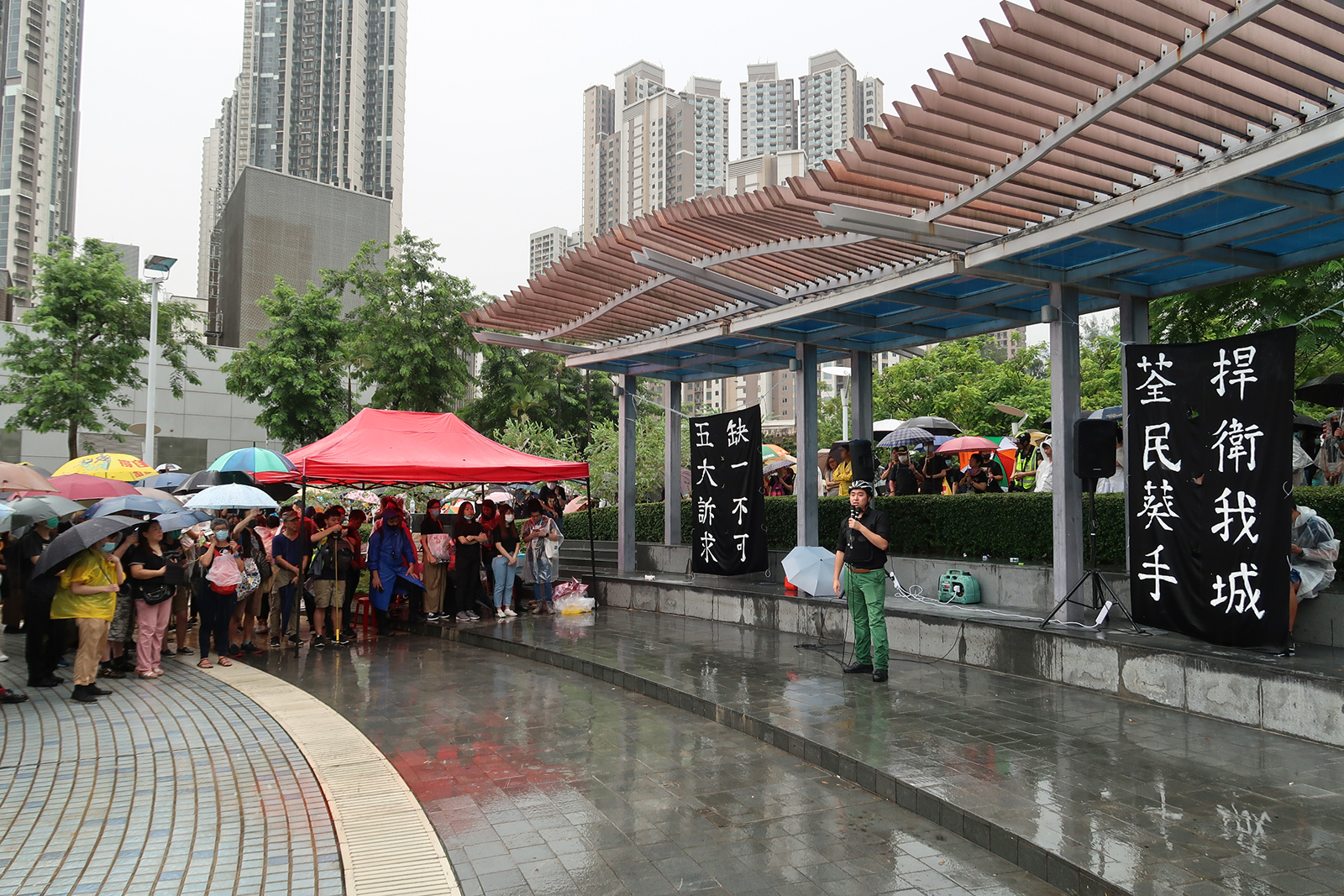
遊行終點荃灣公園設有集會

遊行隊伍情形
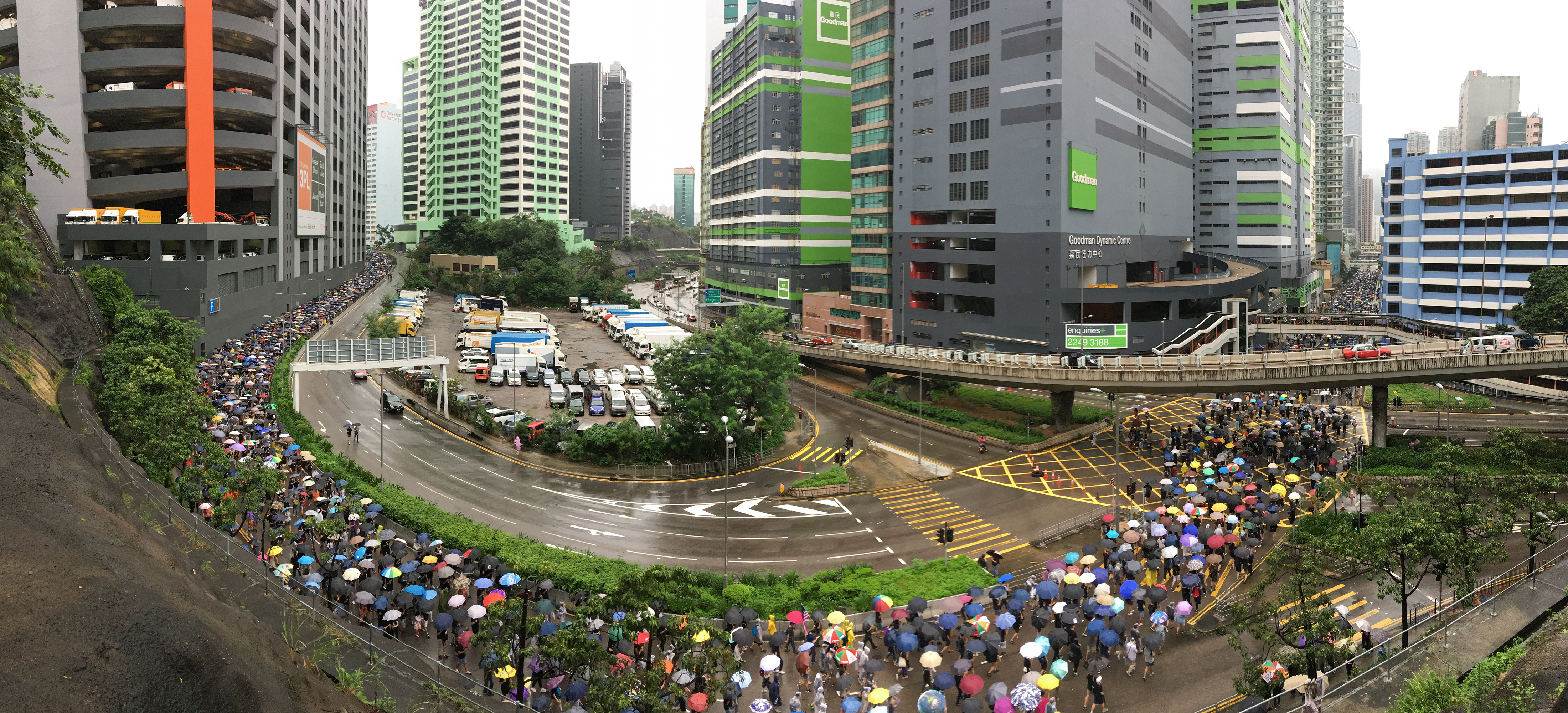
葵福路全貌，其中可見遊行人士已走出馬路，佔據葵福路部分行車線

### 示威者設置路障
下午4時左右，有示威者開始在德士古道拆毀路邊鐵欄及鄰近地盤的水馬和圍板，作設置路障之用；其後有示威者在楊屋道、馬頭壩道交界設路障；德士古道與聯仁街其後亦出現路障。4時40分，警方宣佈荃灣警署報案室暫停服務，並呼籲示威者不要阻塞緊急車輛通道，以免影響警方為市民提供緊急服務。防暴警察在4時48分到達楊屋道。

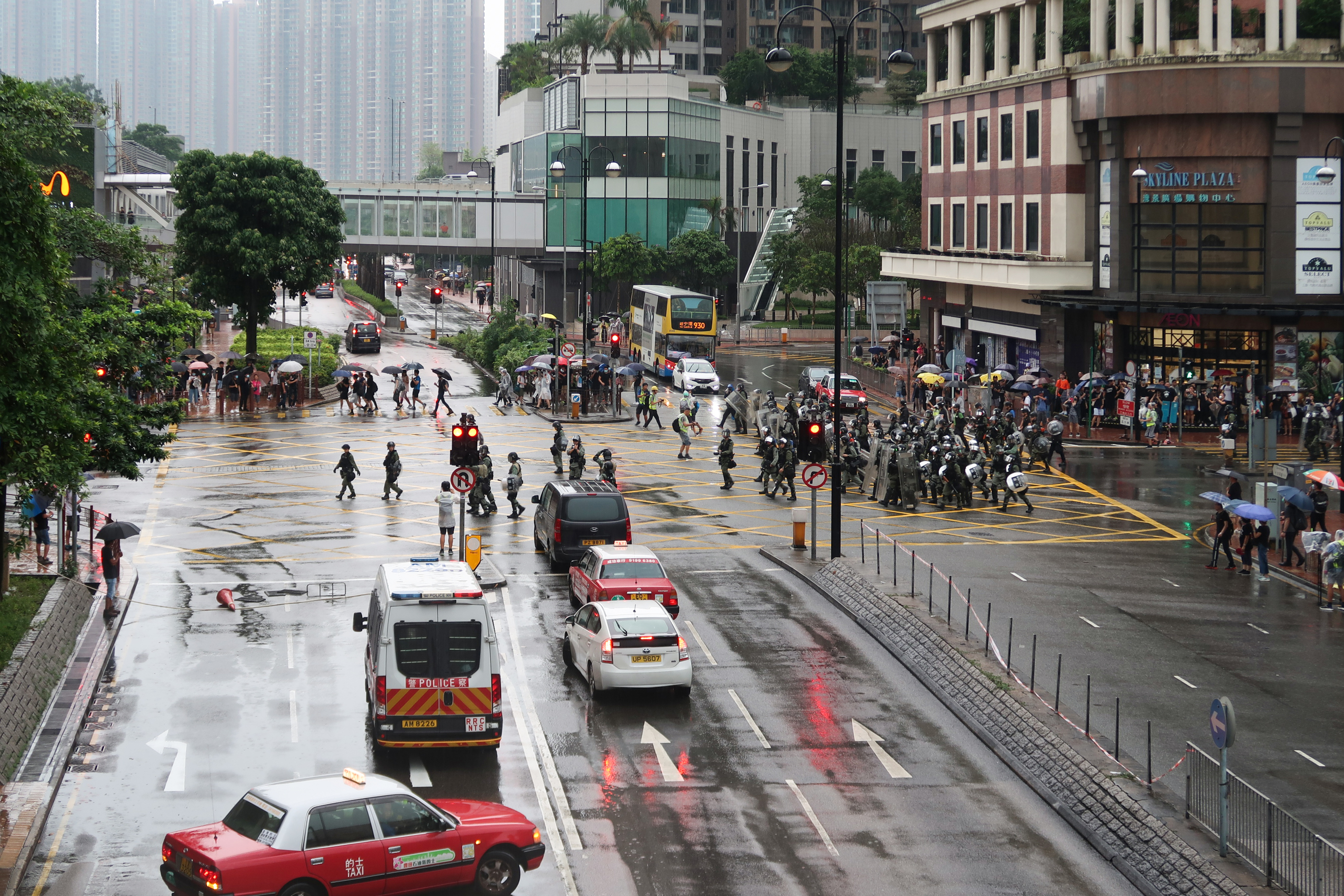
下午4時48分，多名防暴警察到到達楊屋道
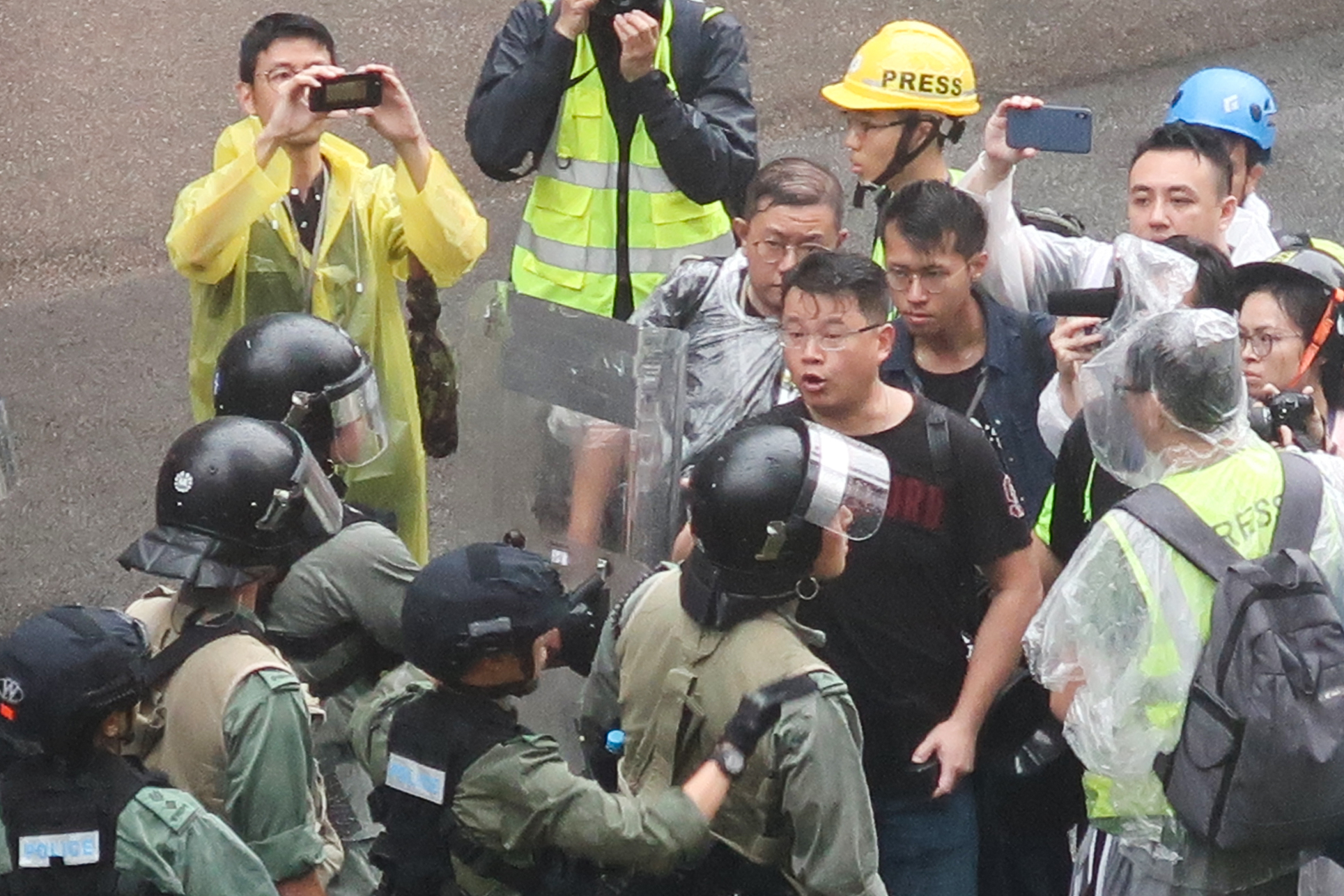
香港立法會議員尹兆堅與防暴警察理論
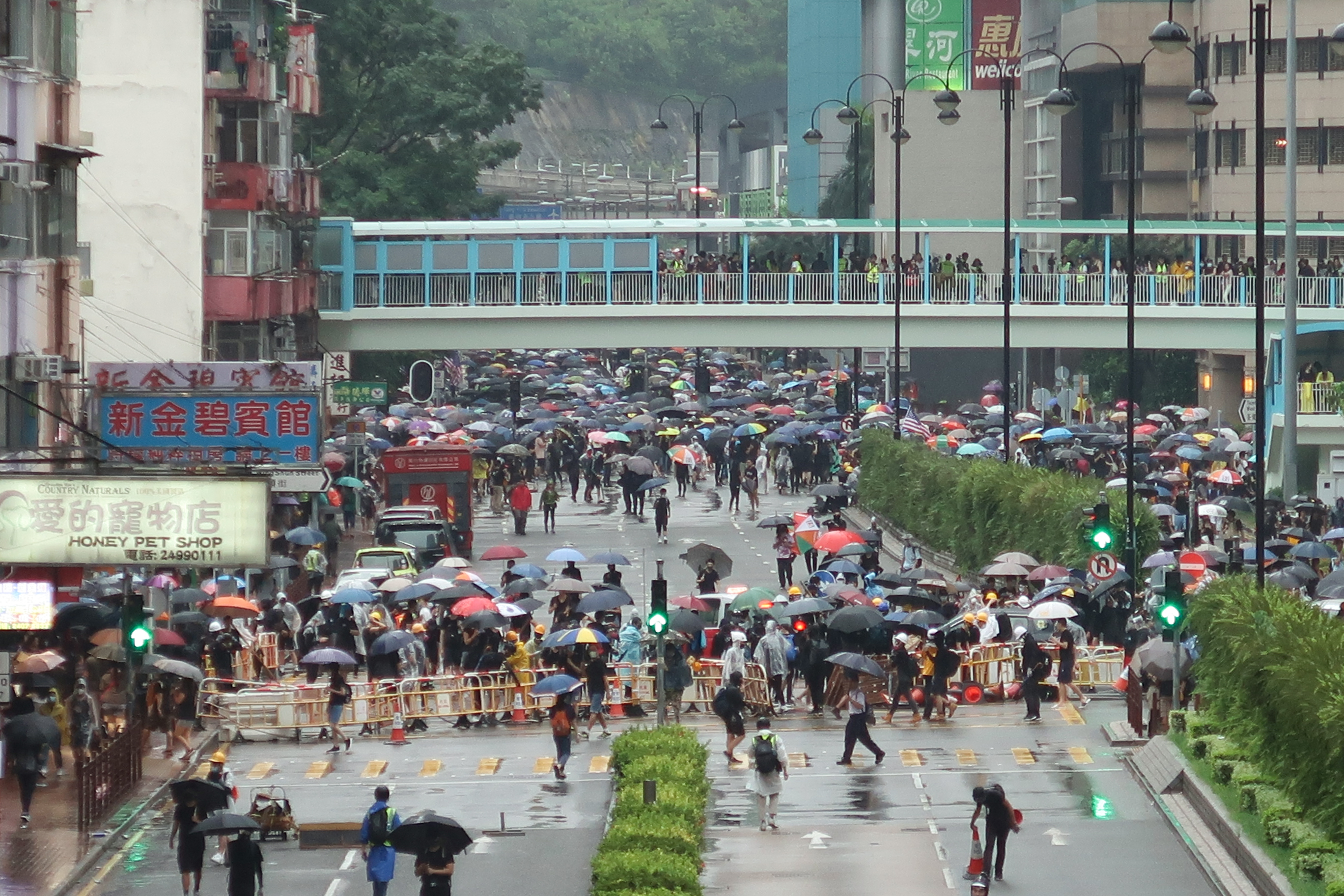
示威者在楊屋道利用鄰近地盤物資作路障
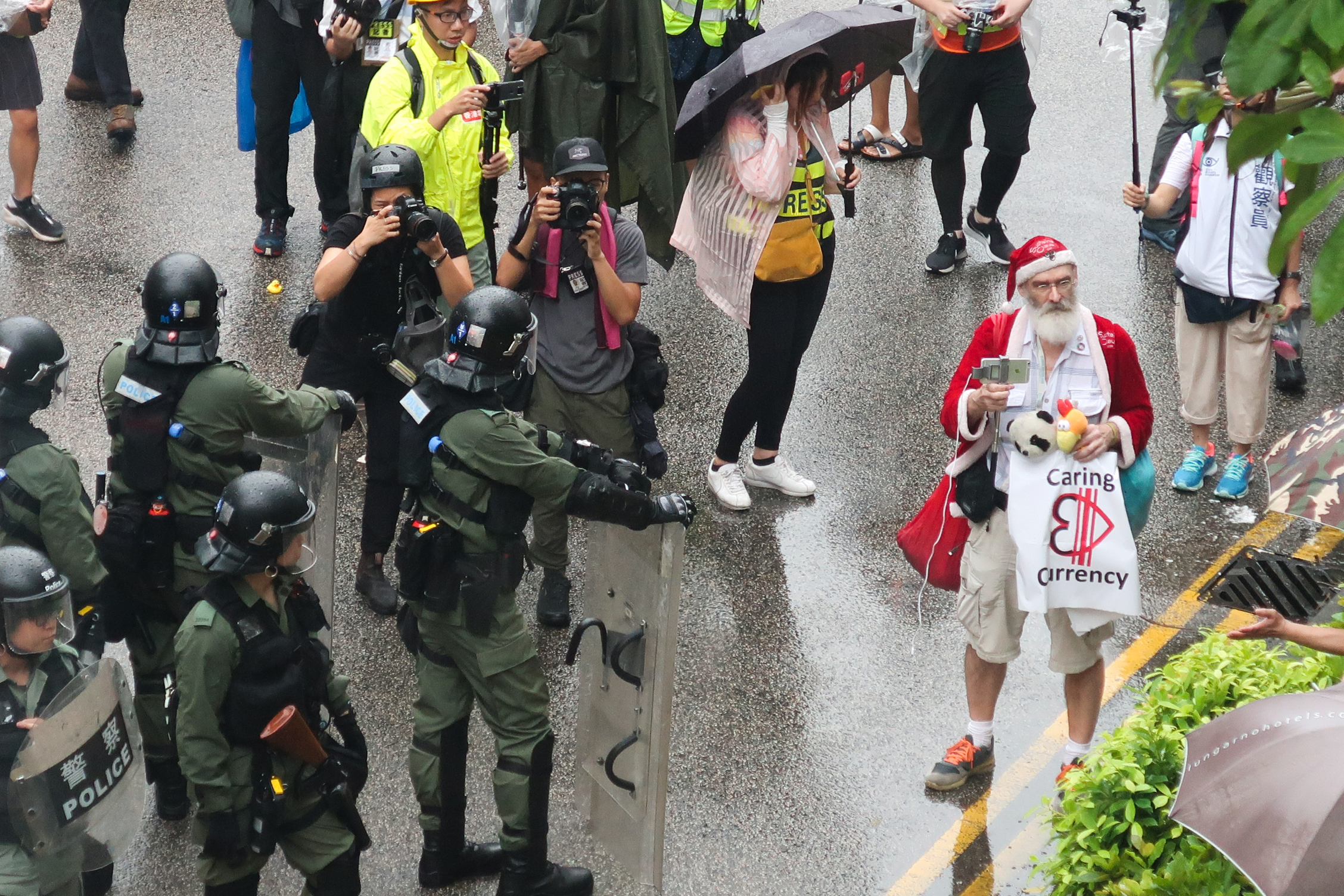
有非華人示威者打扮成聖誕老人，防暴警察要求他返回行人路

### 警方首次出動水炮車清場
警方於5時半左右在楊屋道近如心廣場（楊屋道街市外）施放多枚催淚彈。5時40分左右，警方舉起橙旗，警告將會開槍。5時50分左右，水炮車抵達荃灣示威現場。6時10分左右，遊行發起人指，收到警方通知，在荃灣公園進行的集會需要解散，防暴警察亦已封鎖荃灣公園各入口；大會隨即宣佈遊行集會活動結束。同一時間，水炮車在大河道向路上水馬射水以嘗試清除障礙物，但不成功，終由速龍小隊移走路障。之後，警方在楊屋道及德士古道進行清場，在楊屋道街市位置舉起黑旗和橙旗，多次施放多枚催淚彈。而示威者以汽油彈和激光筆攻擊，其後則退至荃新天地商場，用場內消防設備向地面射水，以防止警員進入商場，其中部分人經商場後門前往荃灣海濱公園。另一批示威者則退至眾安街周邊一帶的内街，其間沙咀道及川龍街交界仍設有路障。
6時55分左右，警方在德士古道射水以驅散示威者。6时左右，眾安街有2名蓝衣男及1名黑衣男与在场示威者争执，一个蓝衣男从一台的士后备箱取出長鐵通追打示威者，令多個示威者受傷。三人之后被捕，而的士上則檢獲27支鐵棍。

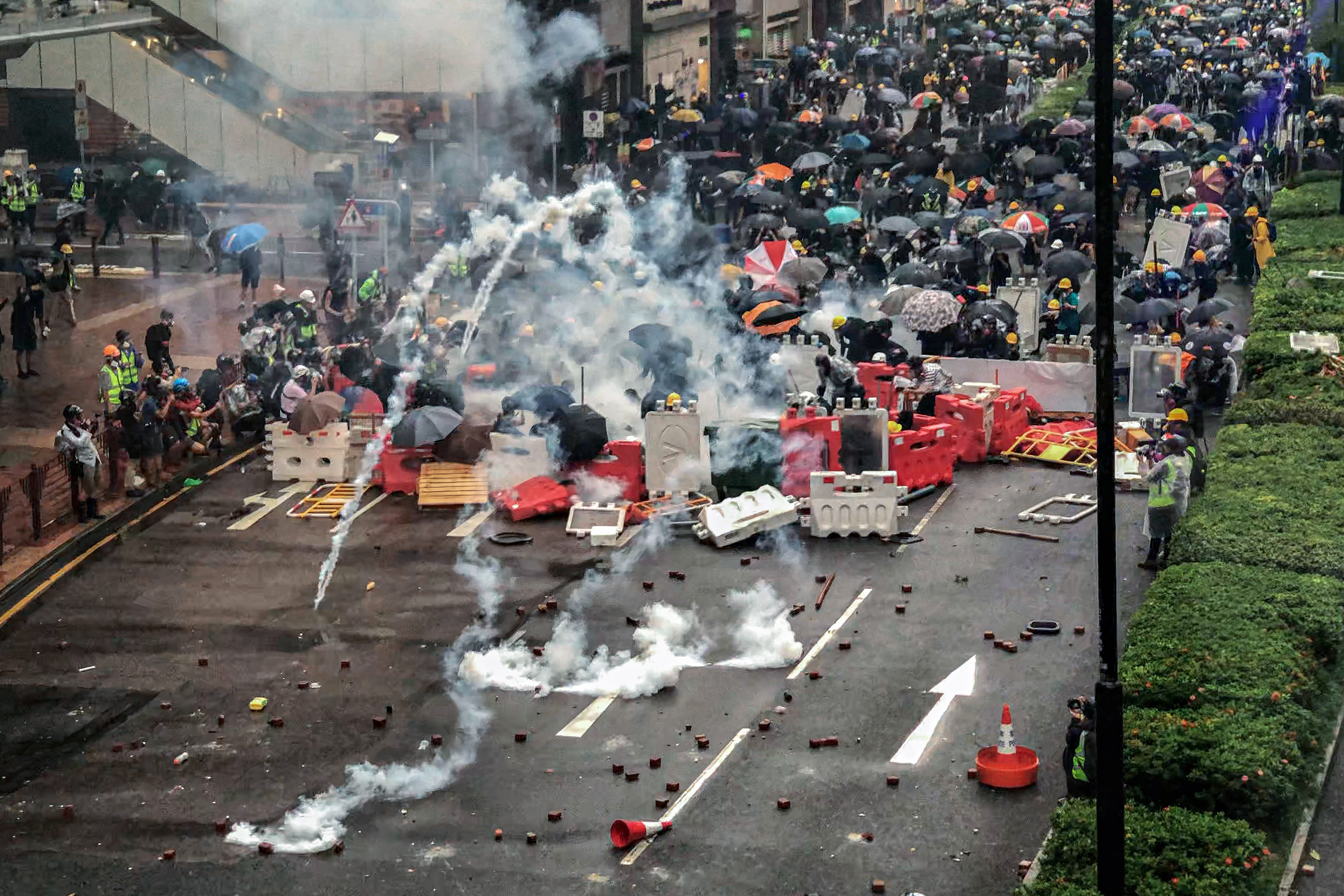
下午5時半左右，警方在楊屋道街市外施放多枚催淚彈
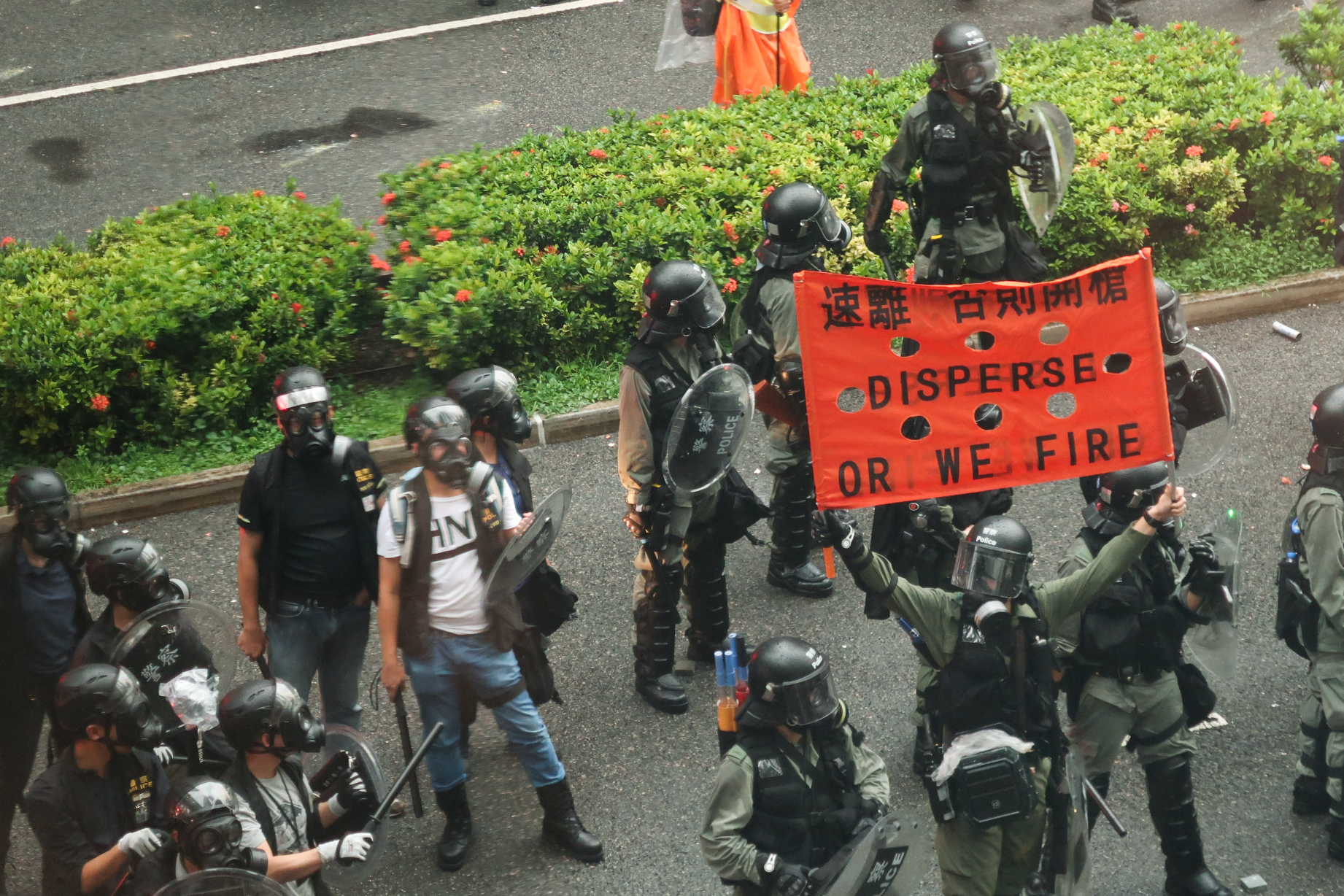
下午5時40分左右，防暴警察舉起橙旗
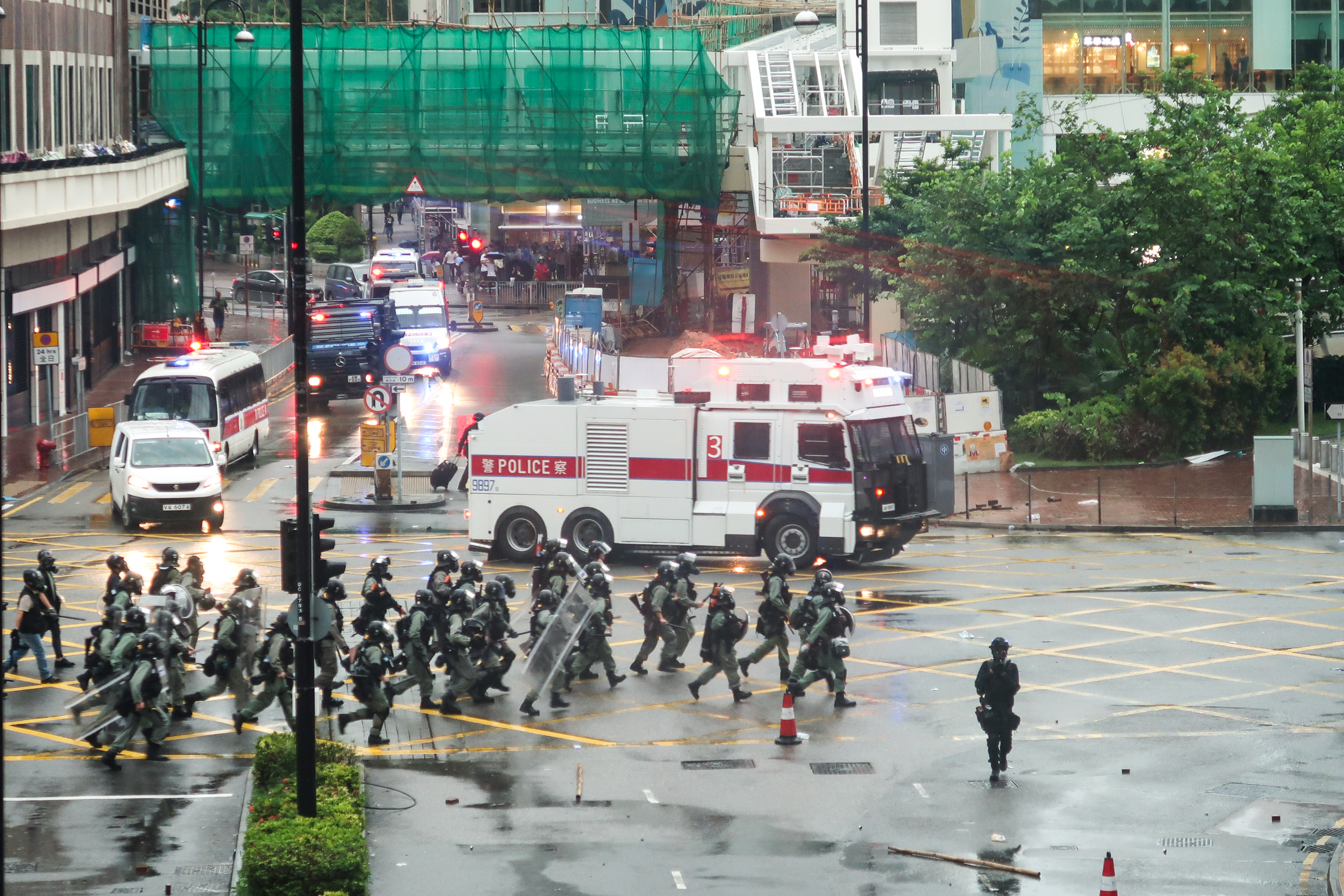
人群管理特別用途車（水炮車）於遊行當日首次出動，並前往大河道方向
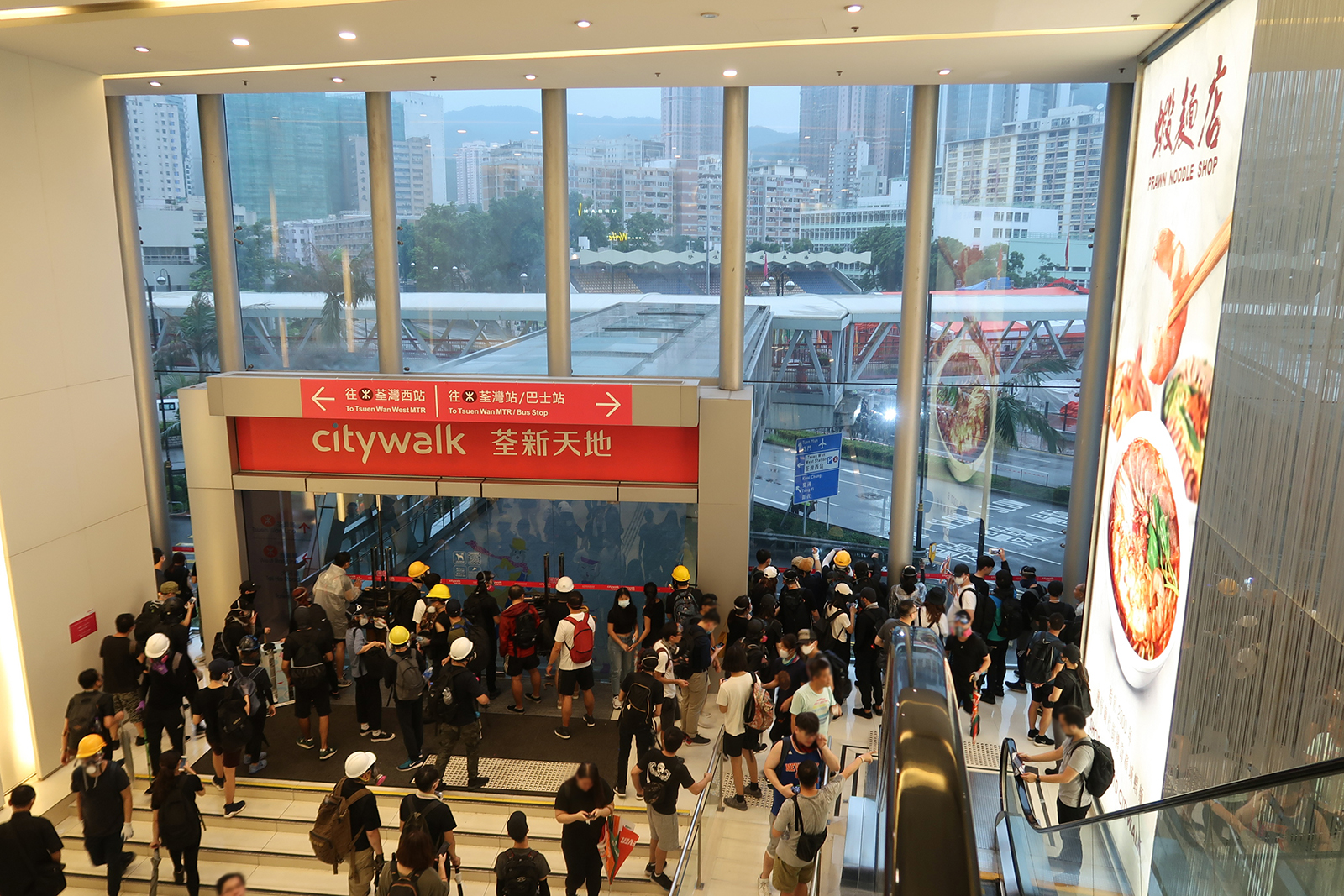
示威者則退至荃新天地商場內，並鎖上出入口，防止警員進入
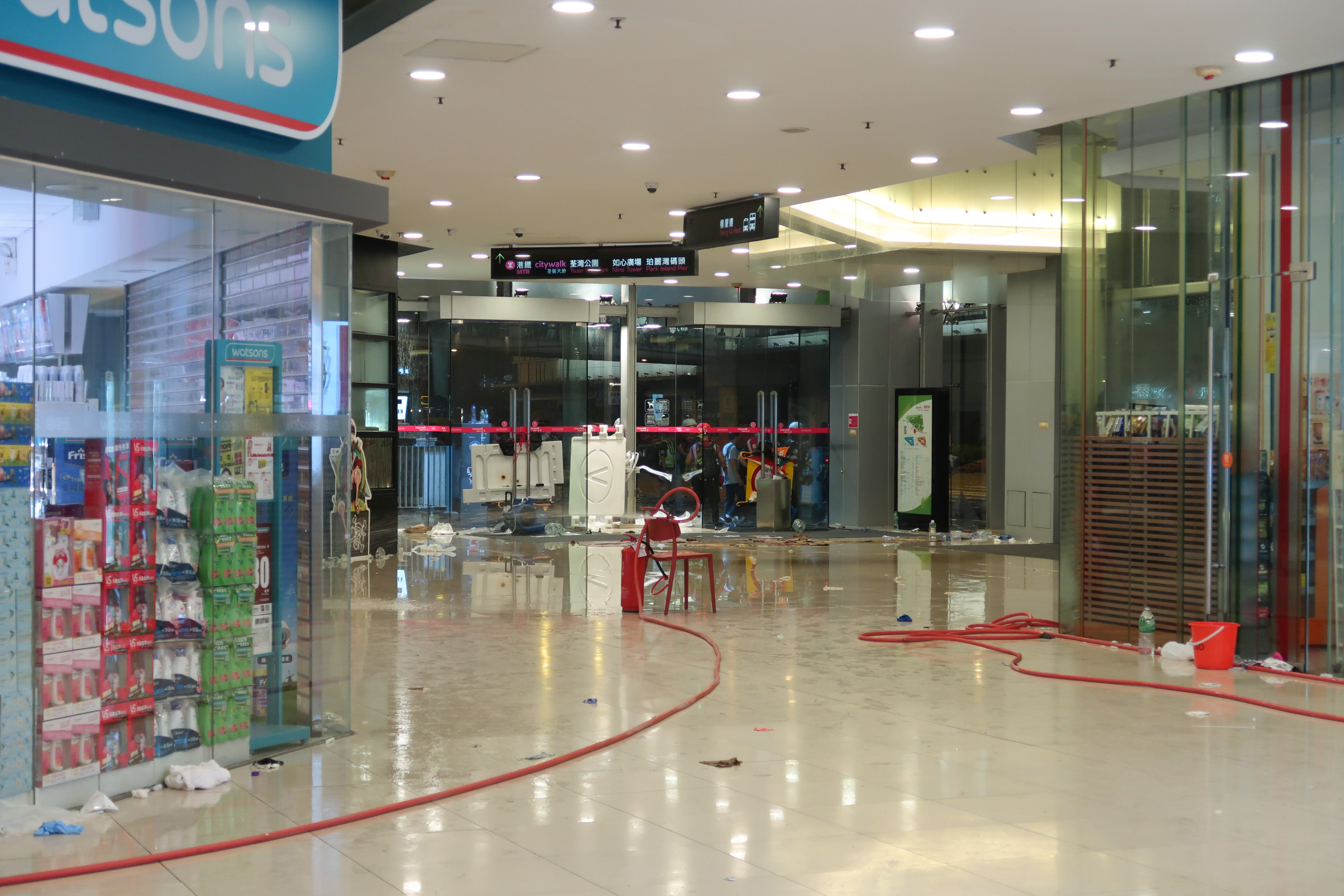
示威者在荃新天地二期商場以水喉等淋濕地面，以及用雨傘等鎖起商場大門

### 警民衝突
遊行被警方清場後，晚上8時，示威者轉至之前曾發生疑似「福建幫」白衣人襲擊事件的荃灣二陂坊一帶，並與數名警員爆發衝突。當晚有黑衣人帶同鐵通，稱要為遇襲的「手足」報仇。他們來到二陂坊，並不斷用擊麻雀館鐵閘，之後打破了麻雀館玻璃。他們之後走到大陂坊，攻擊一間遊戲機中心之鐵閘。二陂坊其他商店亦被波及，包括中元節文化協會、一品雞煲、源記火鍋雞煲館等被毀壊。是次行動由勇武派組織「屠龍小隊」的前身Telegram私人群組「荃灣示威群組」所號召，行動此後被稱為「二陂坊事件」，並引來頗大的社會迴響、受媒體爭相報道，「荃灣示威群組」亦由此於同日決定更名為「屠龍小隊」。
有一批示威者之後走到沙咀道及眾安街交界，一度对街上一辆警方的冲锋车进行攻击破坏，之后與在车上下来的約6名藍衫及白衫持圓盾警員對峙。當示威者聽到持圓盾警員在對講機中稱呼在場示威者為「曱甴」後情緒激動，並要求警員解釋相關言論。期間另一批從二陂坊走出的示威者反包圍警員，雙方激烈衝突。前排數十名示威者衝前，以幾米長的竹枝及長條狀的鐵通攻擊約8名警員，警員一度后退，但現場突然傳出一下槍聲，6名警員舉槍指向示威者及示威者前面的記者群。有一名街坊装束的中年男子突然張開雙臂擋在警員及示威者中間，其後跪下並叫「不要（開槍）！」，但他遭警員一腳踢開，而后站起并继续挡在枪口前面。3名曾拔出手槍的警員之後一度被大批记者和市民包围，后退入名逸居的後樓梯，又被在場記者質問警員為何踢开男子以及以槍指向記者。
晚上9时起，荃湾一度出现数十名戴有安全帽和手套、手持中华人民共和国国旗的白衣人与蓝衣人集结，后被防暴警察驱散。有片段拍到9时20分左右，一批拿着鐵通、利刀及中華人民共和國國旗的白衣人与蓝衣人跑步经过眾安街沙咀道交界，而附近的防暴警察未有理会。

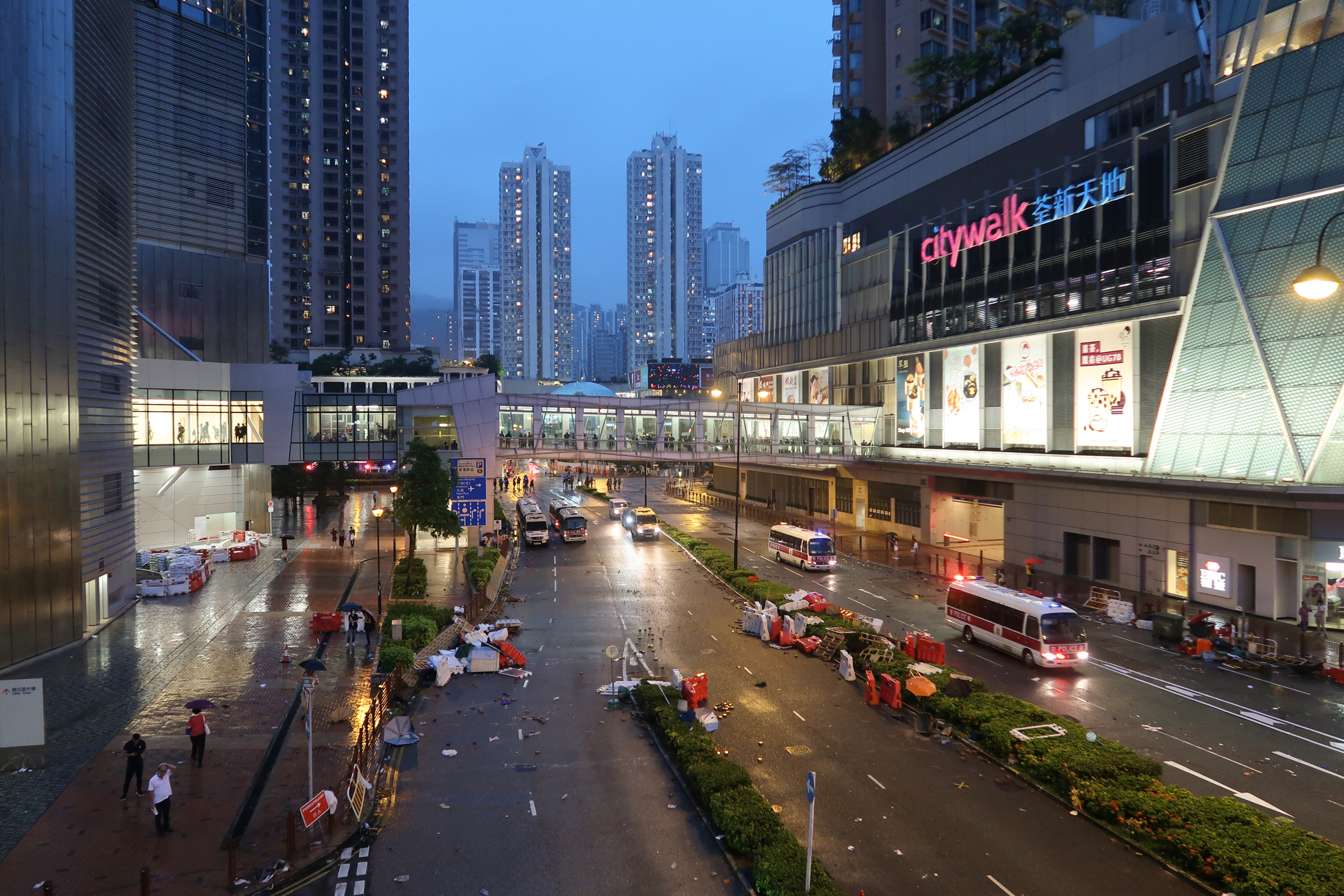
警方清場後的楊屋道
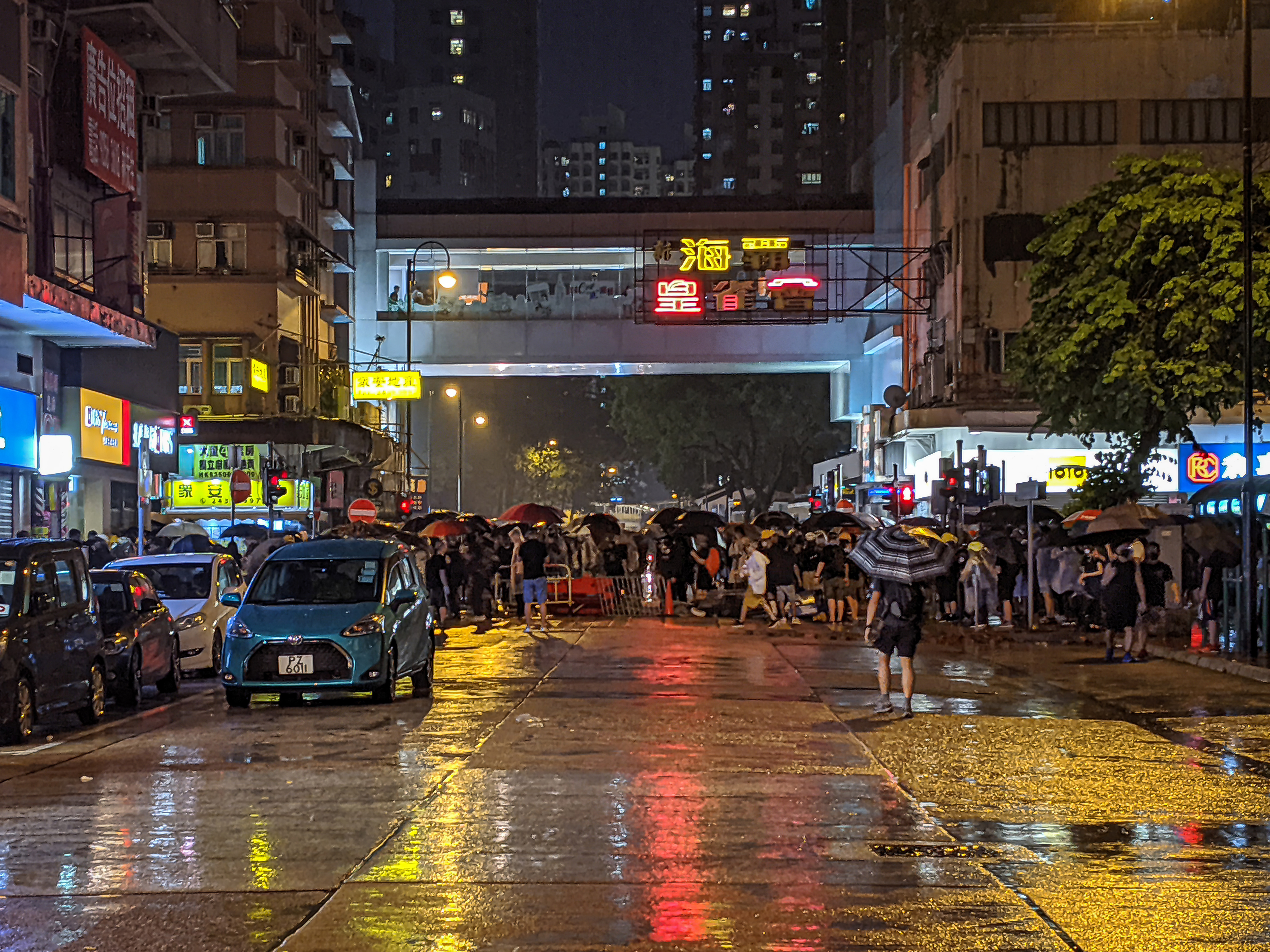
晚上8時，示威者轉至之前曾發生疑似白衣人襲擊事件的荃灣二陂坊一帶
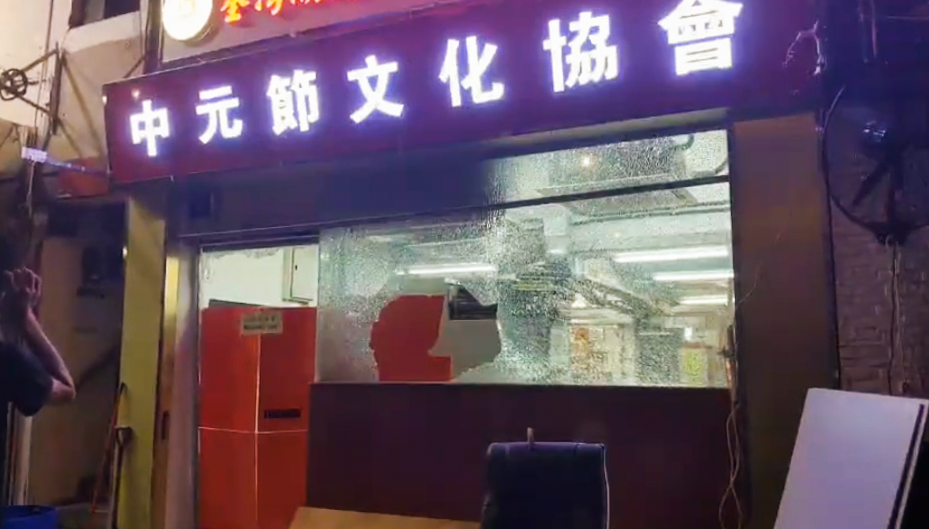
荃灣二陂坊內的中元節文化協會的玻璃遭砸碎

### 示威者轉戰其他地區
入夜後，部份示威者在轉往九龍深水埗、尖沙咀和黃大仙中心南館等地。在深水埗，示威者在內街聚集後，警方在鴨寮街近西九龍中心舉起數次藍旗，警告在場人士正參與非法集會，街坊指罵在場警員。晚上約9時半，有示威者走出長沙灣道後，防暴警察突然向前推進，一名女示威者被制伏在地，引起街坊不滿。他們到深水埗警署外，要求警方交代，並以激光筆照射警署，而警方則以射燈照向欽州街。晚上10時大雨期間，防暴警察在欽州街與長沙灣道交界制服至少10名示威者，並多次用盾牌推撞記者和要求退後。防暴警察亦截停在長沙灣道及欽州街的巴士和私家車，並舉起藍旗。
在尖沙咀，數十名示威者破壞交通燈，並且在柯士甸道和彌敦道交界以垃圾桶等雜物堵路。海底隧道收費廣場亦有快閃堵路，包括破壞收費亭設施，期間有經過隧道的汽車獲免費放行。另有部分示威者在到達沙田新城市廣場後，市民為他們的歸來而歡呼。有關片段在Facebook多達24萬人次觀看，超過6000人分享。

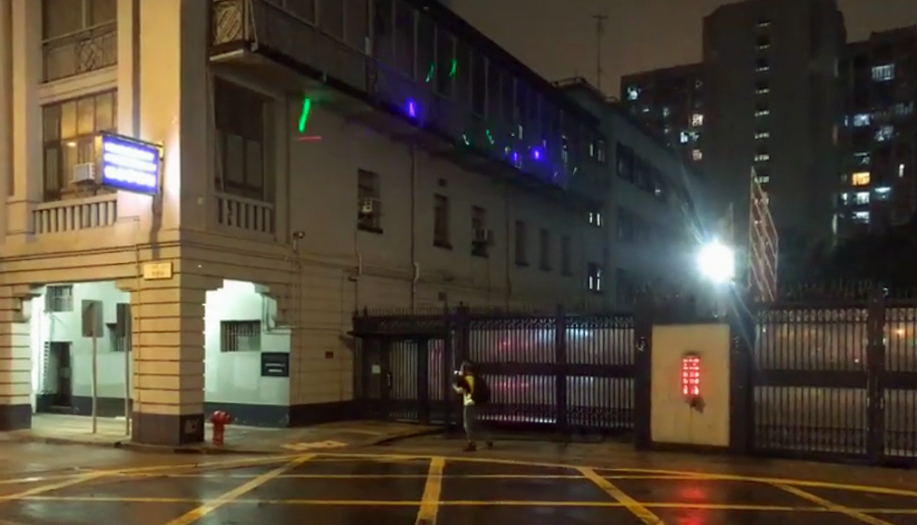
晚上，有人以激光筆照射深水埗警署，警方以射燈照向欽州街
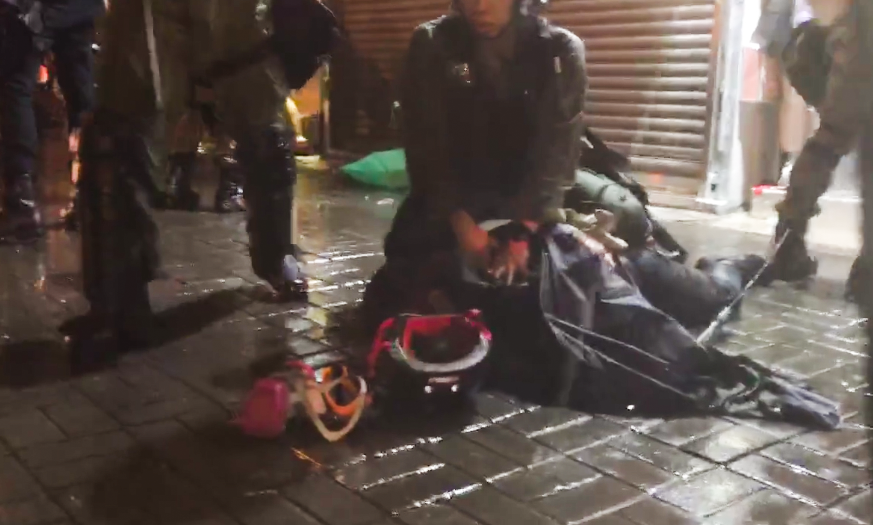
晚上10時大雨期間，防暴警察在欽州街制服示威者
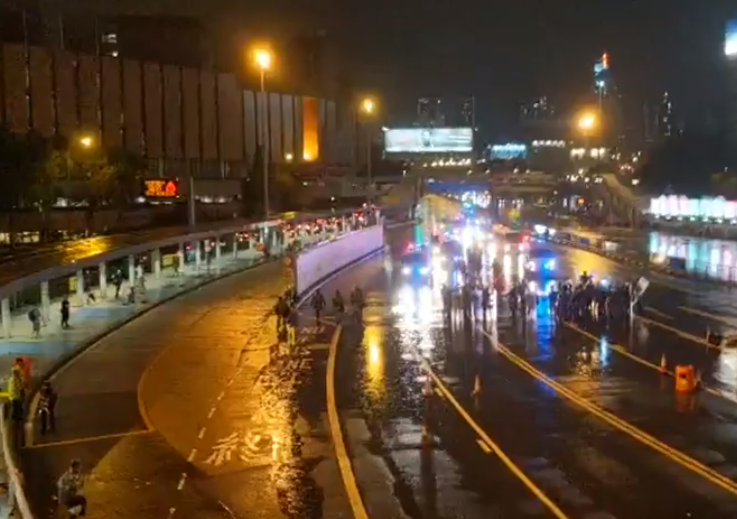
示威者在海底隧道收費廣場亦有快閃堵路，警員很快到場清理
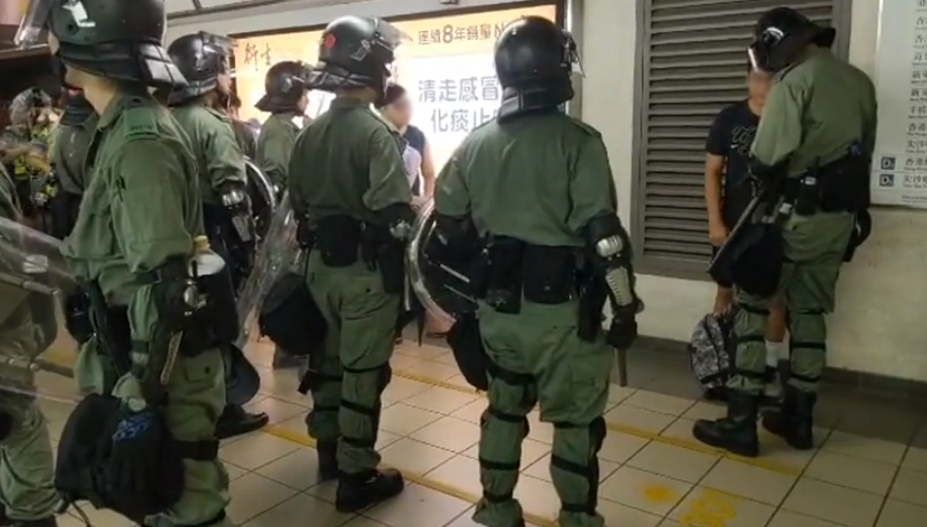
多名防暴警察在紅磡站截查年輕人

## 受傷、拘捕及法庭提堂
醫院管理局表示，截至8月26日中午12時，各區衝突中共有41人被送往4間公立醫院急症室，包括34男7女，當中15人情況穩定。而警方表示行動中共有15名警務人員受傷。
警方拘捕36人，年齡介乎12歲至48歲，涉嫌非法集結、藏有攻擊性武器及襲警等罪名。當中包括新民主同盟荃灣區議員譚凱邦的助理，其在葵芳站拍攝期間混亂中被警方拘捕，並被警員打至滿口鮮血。警方當晚也拘捕了一名12歲男童，為嶺南衡怡紀念中學的升中一新生，其也因此成為反對逃犯條例修訂草案運動中當時年紀最小的被捕人士。
而深水埗警署外，警方當場拘捕一名19歲男學生，搜出防護裝備和兩支雷射筆，並向警員招認曾經在荃灣楊屋道參與示威。雖然辯方求情時稱因案件而須停學，無法完成學業，也未能做到成為救護員的夢想。不過區域法院法官只考慮年齡是求情因素，認為前年6月至10月香港已經經歷多場擾亂公眾秩序及暴力的事件，需要判處阻嚇式刑罰，指出監禁是唯一適合刑罰。法官也不接納被告衝動犯案及未能逃離現場的說法。最後以監禁6年作量刑起點，認罪扣減三分一刑期，判他入獄4年。

### 12歲男童被捕
清場期間約晚上7時，有防暴警察在楊屋道荃立坊附近將一名男童帶至一角包圍，並用索帶將其反手綁住，亦下令男童蹲下，其手肘擦傷流血。在場有社工高呼男童未夠16歲，要求介入協助，又著男童高呼個人資料，及提醒被捕需知，在場警員稱此舉或「妨礙司法公正」，記者上前追訪亦一度遭警員揮棍喝斥，多次追問下，防暴警察亦拒絕透露拘捕罪名，僅著記者向警察公共關係科查詢，警員隨後將男童押送至白色私家車離去。男童期間向在場人士透露自己12歲。香港01後來得悉，男童涉「非法集結」被捕，已聯絡家長及律師，家人於當日下午8時許抵達警署，並陪同其錄取口供。男童被拘捕時報稱有疾病，但該病與遊行活動無關，之後送院治療留醫；其於8月26日晚上已獲保釋候查及返家。警方在8月27日指其須在9月下旬到警署報到。
嶺南衡怡紀念中學後來分別在8月26日經其副校長關國康及在8月27日經聲明兩度證實該男童為該校的升中一新生。關國康與聲明皆稱，學校有與家長聯絡，並會提供駐校社工支援服務，以及向正就讀中一銜接課程的同學表達關心及提供情緒輔導。8月27日的聲明也表示，有人在網上討論區散佈失實言論，聲稱學生被記大過，但該校老師完全沒有提及任何懲罰，只從關心和輔導學生出發。

### 51歲婦被判監
一名51歲女性家務助理員跪在荃灣古坑道跪在警方防線前，並情緒激動高喊，批評警方執法。之後因被指衝向一名男警和被警員制服期間轉身拳打女警臉部，而被控兩項襲警罪及一項阻差辦公罪。雖然辯方求情指自己喪夫，並因警方施放催淚彈，患上眼疾和有後遺症及情緒問題，不過西九龍裁判法院裁判官羅德泉認為案情較同類案件嚴重，而片段亦拍攝到被告當時有衝向警員。裁判官亦認為現今通訊發達的科技下，可以讓更多人到場，令情況更惡化，最後判處監禁3個月。

### 楊屋道非法集結案
5男2女被控在荃灣楊屋道參與非法集結，同案6人中有1人認罪，其餘5人不認罪。當中一名25歲男子被指用長條狀物體襲擊督察。他其後承認非法集結及襲警兩項罪名。雖然辯方求情指被告定罪後要被逼放棄教席，已經造成非常大的打擊，不過署理總裁判官羅德泉指出被告明知遊行出現嚴重暴力場面仍然參與，加上使用暴力襲警下，在2022年1月7日經過扣減後被判即時入獄10個月。而另一名21歲中大學生承認非法集結罪名，裁判官鄭念慈認為被告就算參與合法遊行，但由於被捕時的裝束有頭盔、護目鏡和防毒面罩，認為他有一早知道現場變成一場非法集結。同時認為辯方大律師指手持磚頭裝腔作勢，並沒有擲出，也是嚴重的控罪。最後考慮認罪後和被告的背景後被判監禁8個月。
其餘5人不認罪的案件在2022年6月初開審，辯方指被告被制服時頭部受傷。作供的警員承認自己當時手持警棍，但否認使用武力，也看不到警員有使用武力。但也指出承認辯方方提供的片段中看不到有人聚集。不過到8月24日，裁判官李志豪指被告當時攜帶的裝備、裝束，以及被捕地點等環境證供下，裁定他們5人全部罪名成立，並表明如屆時決定判囚，相信刑期不短。案件原定9月14日在西九龍裁判法院判刑，不過其中3人因感染新型肺炎和隔離未有到庭，只有二人應訊。辯方透露當中一人早前申請覆核定罪。雖然有部分被告欲如期判刑，但裁判官李志豪希望可一併處理，故把案件押後至10月6日判刑，5人繼續還押。到10月6日，法官指兩名被告的罪責「不相伯仲」，並沒有減刑原因。判處被告監禁11個月，其中1名女被告符凱晴因中大二橋案裁定暴動等罪成，已被判囚4年11個月。目前正在服刑，法官與本案3個月刑期同期執行，加監8個月。其餘3名男被告因正在隔離未能出庭，押後至10月19日判刑。到判刑當日，辯方指本案沒證據證明被告作出激烈行為，當中一名男被告更因本案承受沉重壓力，導致內分泌失調，引致糖尿病，而且本案出現檢控延誤，希望法庭酌情扣減。不過裁判官李志豪指，即使沒證據顯示3人曾作出極端暴力行為，但案發時社會事件「此起彼落」，各人罪責大同小異，最後3名男被告被判處監禁11個月至約一年。

### 楊屋道暴動案
一名28歲報稱無業的男子被控當日在荃灣楊屋道與禾笛街交界處參與暴動，案件轉介區院後，在2022年7月26日首次提堂，押後9月20日再訊，被告獲准繼續保釋。被告亦同時指在2019年7月14日和8月5日分別在沙田新城市廣場及黃大仙龍翔道黃大仙廟附近參與暴動。

### 葵涌永順街荃灣屠房暴動案
6男2女，年齡介乎24歲至44歲的被告，包括公務員，在葵涌永順街荃灣屠房外被捕。事隔兩年，到2021年12月17日被控在同一地點與另外四名男子串謀暴動罪。當中6人被控管有攻擊性武器等罪名。而案件中其中一名被告於10月13日「18區開花」中在旺角凌空飛踢防暴警，被裁定企圖搶劫等3項罪名罪成，被判監禁7年。控方表示會與懲教署協調，或會將被告帶上法庭一併處理。案件亦有人已潛逃。

### 社工阻差罪脫案
一名案發時22歲的女社工，被指當日在荃灣街市街及眾安街交界的1010外，當防暴女督察要求女社工出示身份證時，多次反要求她先出示委任證，之後被控一項阻差辦公及一項交替的「未能在要求下出示身份證」罪。2020年9月17日，西九龍裁判法院裁判官黃雅茵指被告用43秒拿出身份證是合理時間，而《警察通例》指出警方不能因自己身穿制服而拒絕向市民出示委任證，裁定被告所有罪名不成立，並批准辯方訟費申請。被告得悉獲裁定無罪後在庭外指是一個公義的結果。到2022年，律政司以「案件呈述」方式上訴，指當時裁判官裁定社工行為不構成「阻撓」是法律上出錯，案件在8月4日於高院原訟庭審理，社工亦到庭旁聽。律政司指原審沒充份考慮社會背景，認為社工與女督察爭論長達近1分鐘，並無法處理在場聚集的百多名市民，符合法律上「阻撓」的定義。法官黃崇厚聽取律政司陳詞時，質疑警察有權查閱市民身份證，但市民同樣可要求警員出示委任證，指被截查人士都想知道警員身份。法官聽畢雙方陳詞，押後9月14日頒下判詞。9月14日，高等法院法官黃崇厚周頒下判詞，指社工行為構成阻撓，批評原審指警員穿上制服，不是拒絕出示委任證的理由，是對《警察通例》規定掌握不準確。此外，原審裁定社工已符合「出示身份證明文件以供查閱」的要求，亦「有悖常理」，構成法律錯誤。考慮到原審未有明確裁斷警員是否正當執行職務，法官下令案件發還原審裁判官澄清該觀點後，重新考慮是否罪成。

### 深水埗非法集結案
10名年齡介乎17歲至23歲的示威者在事隔7個月後，到2020年4月中被控在深水埗參與非法集結，其中1人認罪。而代表被告的大律師透露其中三名被告在警車和警署扣押期間，疑警方毆打致頭破血流、手腳骨折。其中一名被告要求送院亦不獲警方理會，到律師要求下才獲安排送院，之後要縫7至8針。
經審訊後，裁定其餘9人中的4人有罪、5人無罪。2022年3月7日，區域法院法官李慶年指出案發期間雖然沒有針對高風險建築物，警員也沒有受傷和發射催淚彈，不過認為當時示威者佔據長沙灣和欽州街大部分車路約77分鐘和有一名巿民遇襲受傷下，裁定3人監禁半年，認罪的被告監禁4個月，而17歲的男學生判入更生中心。

### 其他
3名年齡分別21歲，23和24歲的被告，被控在荃灣眾安街近沙咀道參與非法集結；其中24歲的被告另被控管有一個可發出鐳射光束的裝置，被控在公眾地方管有攻擊性武器罪。經審訊後，到2022年7月27日，觀塘裁判法院裁判官屈麗雯指雖然各警員證供有差異，但由於有燈光照明、光線充足等細節下，認為「整體上互相脗合」。而辯方質疑現場片段並無拍到其中兩名被告參與集結，但亦遭到裁判官拒絕，認為片段只屬佐證，不能單憑片段斷定警員的觀察不準確。加上被告被截停的地點位於示威者逃跑範圍之內，而被告的衣着和裝備與示威者十分類同，認為在多個環境證供累積下，「足以令法庭排除被告只是路過的可能性」。因此裁定3名被告所有罪名成立，還押8月10日判刑。到判刑當日，觀塘裁判法院裁判官屈麗雯指事發當日集結規模不小，而被告亦有指罵警員和藏高功率的鐳射筆，反映他們積極參與非法集結，最後被判監禁4至5個月，而第三被告判入勞教中心。當中首被告、第三被告准以2萬元保釋等候上訴。2024年9月25日，高等法院暫委法官姚勳智開庭聆訊後，指影片非在固定位置拍攝，加上當時現場下雨等因素，不宜用作仔細比對證人口供，並強調即使證人口供跟影片有瑕疵，但現場環境證供非常充分，足以排除兩名上訴人身處現場純屬巧合的可能性，因此駁回上訴。而其中判入勞教中心的被告，法官考慮其背景及案情後，改判入獄4個月。
1名21歲中文大學男學生於荃灣街市街及眾安街交界的香港電訊1010外，襲擊警員陳勁翔，被控襲警罪。2019年8月27日於西九龍裁判法院提堂，主任裁判官羅德泉最終批准男被告以5000元擔保，並須守清晨12時至6時的宵禁令，期間不得離港。案件押後至10月22日再訊。

## 對警隊的爭議

### 關站封路
繼8月24日「燃點香港·全民覺醒」觀塘遊行後，港鐵再次關閉車站的安排，引起市民不滿。另一方面，警方亦圍封荃灣公園對開楊屋道周邊的馬路，使巴士不能出入荃灣。立法會議員尹兆堅認為這是警方刻意安排，讓參與遊行的市民離開時無路可走，稱警方的做法「極之卑劣」。

### 街坊被扯至地下
晚上8時許，有路過的大窩口街坊因看見警察追打一名市民，之後上前問「不需要如此暴力吧？」，而防暴警察在問他「你（跟他們）有關係嗎？」後便將他扯至地下，並進行搜身，使其手臂受傷。警方抄下了其地址和電話，但拒絕向其展示警員編號及身份。其批評警察濫用暴力。

### 防暴警察衝入商場拘捕
晚上10時許，有示威者轉戰黃大仙。防暴警察收到消息指他們在黃大仙中心商場內更換衣服，決定衝入商場內進行拘捕行動，並截查市民，當中有人被迫下跪。警方的行動引來居民不滿，要求防暴警察離開及釋放被捕人士，最後被捕者獲得釋放。8月26日晚上，數十名市民包圍商場詢問處，要求職員交代原因。職員報稱不適，由救護員送院。而市民在牆上貼上便利貼、破壞詢問處電腦，以及將抽屜內的文件取出並破壞。

## 影響

### 交通運輸

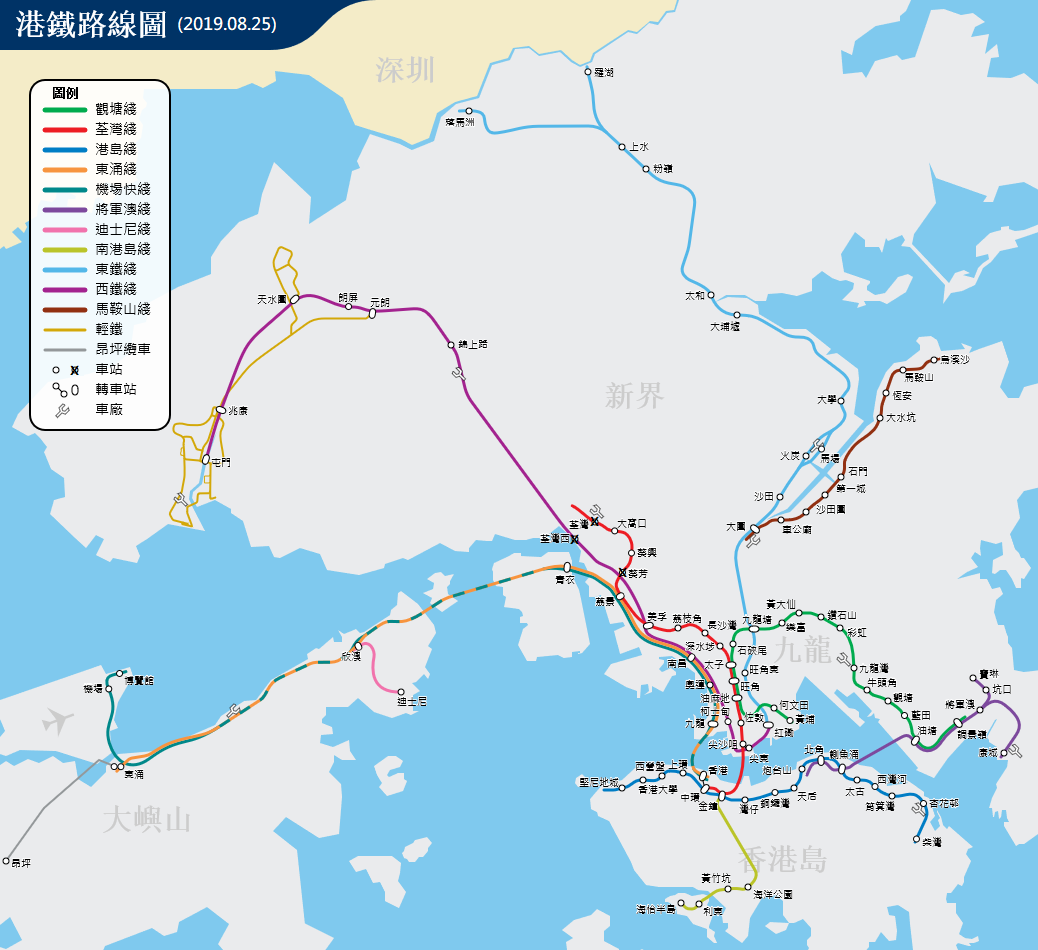
有x標記的車站代表因應遊行舉行而關閉的車站

港鐵在遊行當日上午11時半左右宣佈，為確保乘客及員工的安全，荃灣綫葵芳站、荃灣站及西鐵綫荃灣西站會由當日下午1時半起暫時關閉，直至另行通知，期間荃灣綫列車不停葵芳站及荃灣站，並改以大窩口站為終點站，西鐵綫則不停荃灣西站。港鐵在關閉車站時一度情況混亂，其中在葵芳站，下午1時許大批警員到場，將記者驅離到站外，之後將車站鐵閘關閉，期間曾與記者爆發口角並出手推撞記者。多條途經遊行路線一帶的巴士路線則需要改道。因有示威者走出原訂遊行路線並佔據區內多條道路，九龍巴士有超過50條巴士路線於行車路線被佔據後陸續暫停服務。

部分港鐵站關閉情形
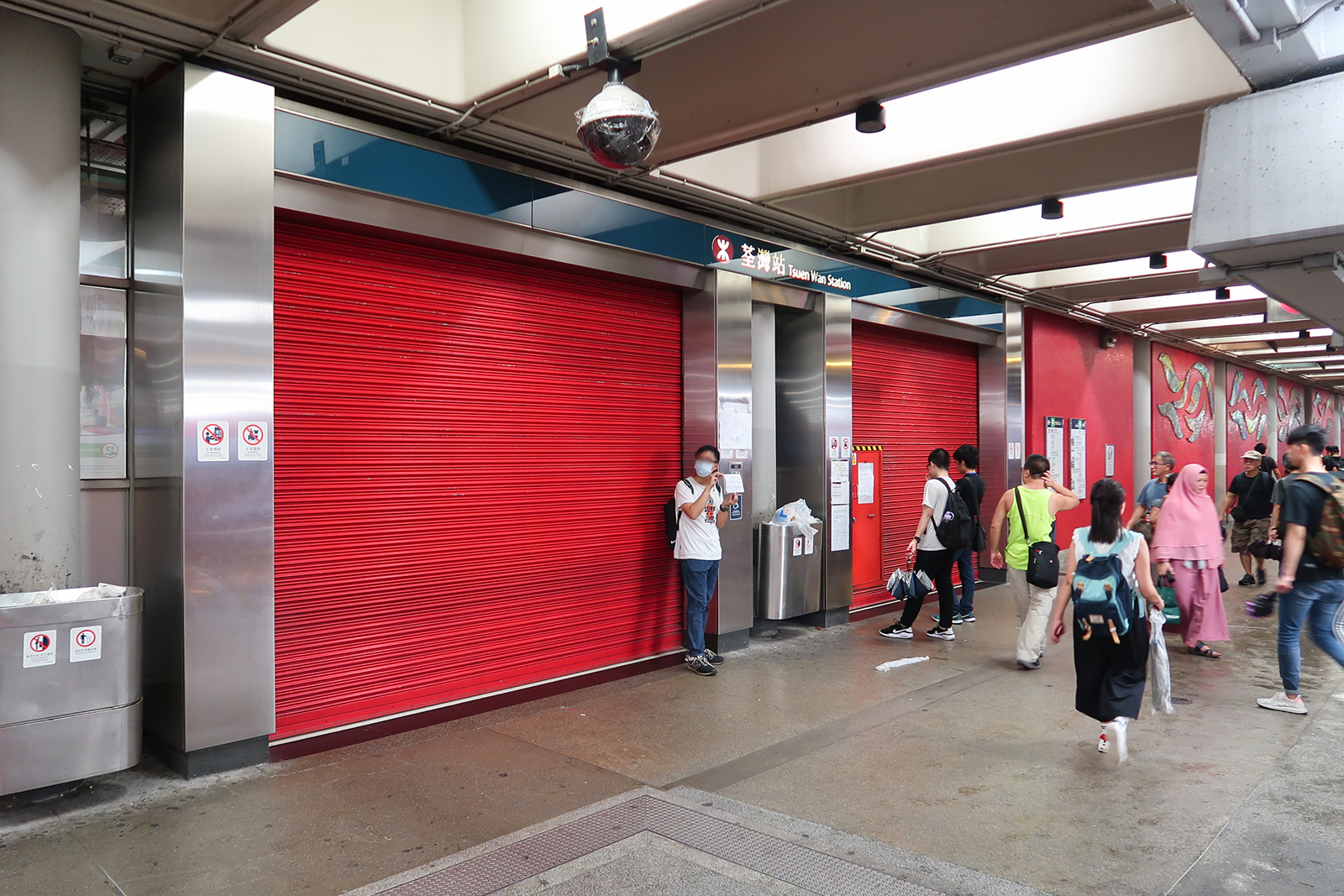
因應遊行而封閉的荃灣站A出口
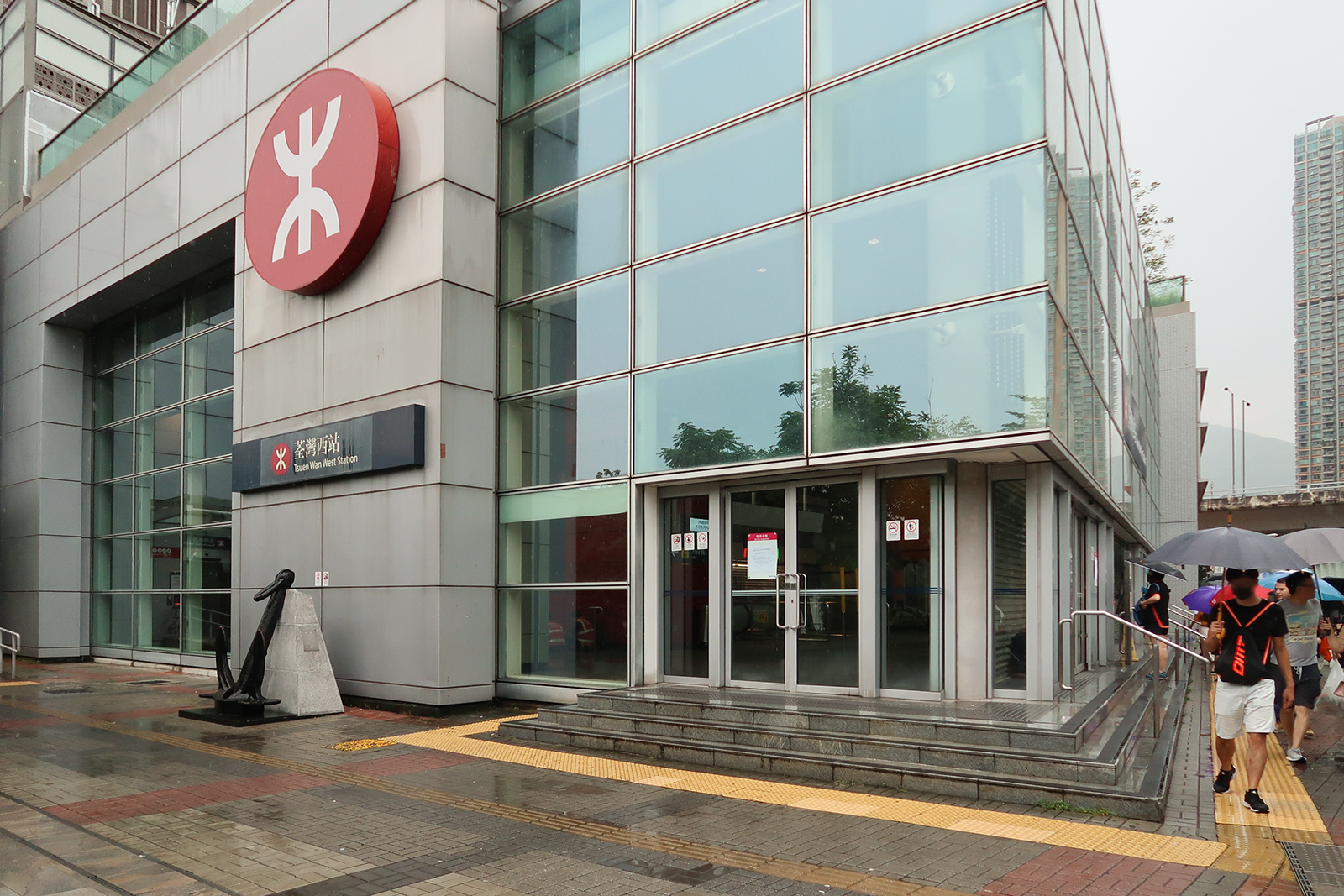
因應遊行而封閉的荃灣西站
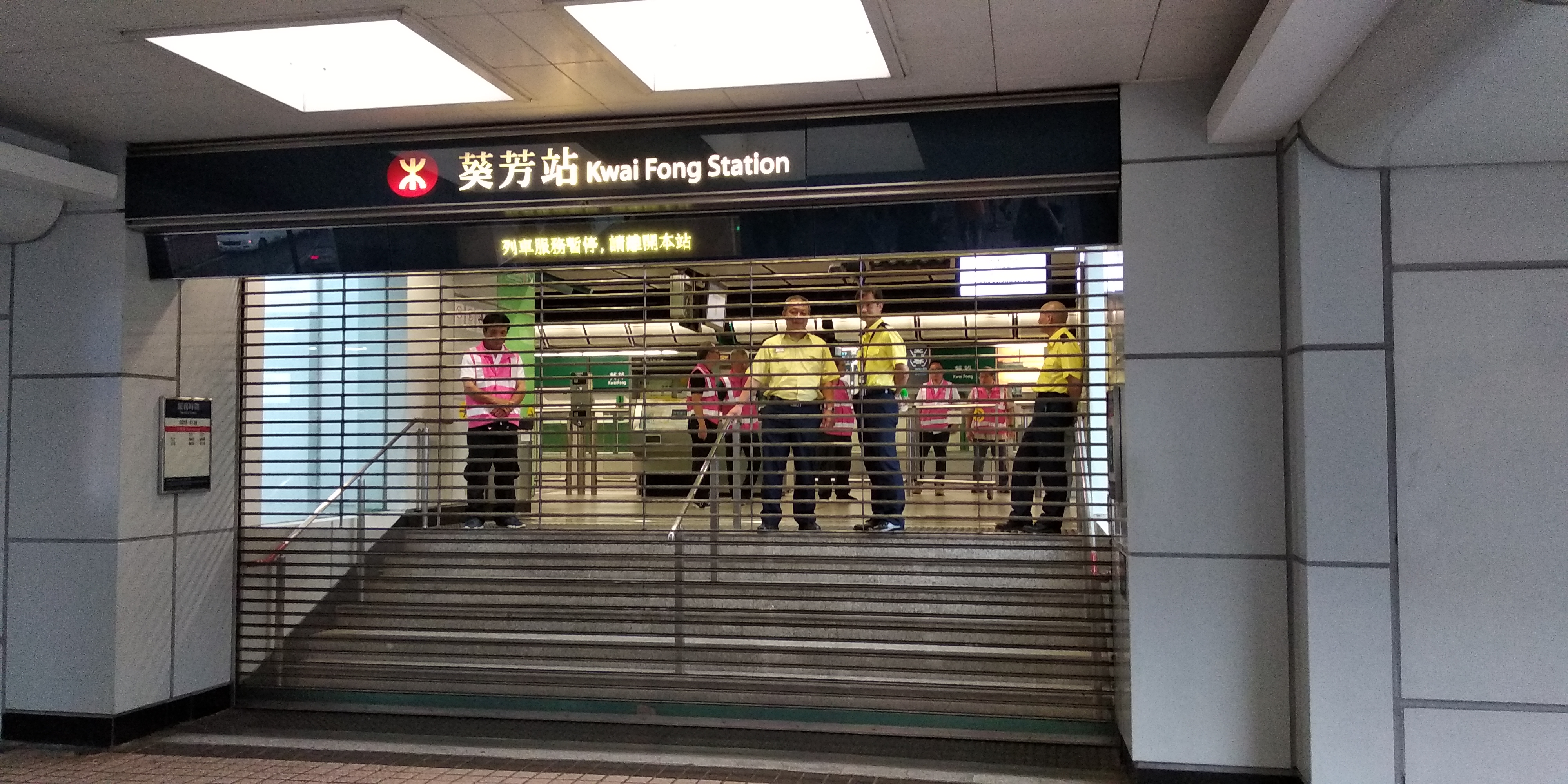
因應遊行而封閉的葵芳站E出口

### 康樂設施
因應遊行，康樂及文化事務署於8月24日宣佈荃灣公園、荃灣海濱公園及沙咀道遊樂場的網球場、荃灣體育館、楊屋道體育館、蕙荃體育館、荃景圍體育館、荃灣大會堂和荃灣公共圖書館將提早於8月25日下午2時關閉。

## 各方反應及迴響

### 示威者及遊行統籌人
因應港鐵連續兩日將大型遊行路線附近的車站關閉，有示威者當日預早兩小時從荃灣出發到葵芳，並在接受明報採訪時表示其認為港鐵關站做法乃有心想阻撓參與遊行的人。遊行統籌人余藝明亦譴責港鐵罔顧市民利益隨意關站，令市民難以離去。

### 民主派
新民主同盟在遊行當日傍晚發聲明，強烈抗議警方無理禁錮及粗暴對待議員助理，指他全程只以手機拍攝譚凱邦，並沒有亦不可能作出任何其他動作。新民主同盟同時強烈譴責港鐵妄顧乘客及途人安全，無視站內疑被非法禁錮事件。新民主同盟要求港鐵立即交代事件，為該助理討回公道。

### 建制派
民主建港協進聯盟在8月26日召開記者會，並強烈譴責激進示威者行為。其主席李慧琼表示，示威者使用的武器不斷提升，已達到致命程度，若不停止有機會造成人命傷亡，故會堅決支持警方嚴正執法，盡快恢復秩序。香港立法會議員、荃灣區議員陳恆鑌指，該遊行的示威者偏離遊行路線，有人丟汽油彈、破壞二陂坊的店鋪，做法必須要譴責。他強調不要讓和平的示威美化暴力行為，「要與暴力割席」。身兼立法會保安事務委員會主席的陳克勤稱，示威者的暴力情況已全面升級，持有長木棍等武器。對於昨日警方出動水炮車和裝甲車，他認為警方可多使用水炮車清場，能有效將示威者和警方分隔，使前線警務人員感安全。他強調，警方出動水炮車有嚴謹指引，認為是一個值得考慮、有效的方案。
香港經濟民生聯盟當日亦發聲明，指香港已經到了非常危險的關頭，如果違法暴力行為再不受遏止，恐會造成人命傷亡，法治將蕩然無存，香港百年繁華會毀於一旦，並促請政府迅速制訂應對措施，堅決止暴制亂，堅定支持警方嚴正執法，將「暴徒」繩之以法。經民聯又呼籲香港市民正視極端暴力對社會帶來的嚴重破壞，齊向違法暴力行為說不，共同遏止和抵制暴力，維護社會秩序，捍衛得來不易的「東方之珠」美譽。

### 香港政府
香港特別行政區政府發言人在遊行翌日凌晨指，示威者以磚塊、鐵枝等肆意襲擊警務人員，並向警車和警務人員多次投擲汽油彈。其也稱，有示威者在葵涌運動場取下中华人民共和国国旗，並肆意踐踏，行為挑戰國家權威，亦涉嫌觸犯《國旗及國徽條例》。

### 香港警務處
警方亦於遊行翌日凌晨開記者招待會時，時任公共關係科高級警司余鎧均播放一條有關警員向天開槍的短片，其中可見有多名示威者先破壞警車，之後警員下車，數名警員再被一群示威者攻擊，有警員曾跌倒但仍被攻擊。有六名警員因而舉槍，而其中一名警員向天開槍示警。余表示，警員的行為是為了保護自己，開槍後無人受傷。余形容警員當時生命受威脅，警員「英勇、克制」，而其使用的武力屬「必須、合理」，「為平定暴亂必須開槍」。余又形容示威者是「極暴力暴徒」，已「超越文明社會可以接受的底線」。余當時亦表示有5名警員受傷送院，亦證實有軍裝警員開槍，警方表示行動是保護警務人員「自身安全」。
遊行當晚，有年長男街坊張開雙臂擋在警員及示威者中間，其後跪下並叫「不要（開槍）！」，惟遭警員踢開。余在記者招待會則稱此為警員的「自然反應」。警方其後在8月26日的例行記者會上，指出8月25日警員视跪地男子为「威脅」，並重申其用腳「推開」，屬「自然反應」，並無惡意亦非常合理。至于警員将枪口指向记者一事，余稱是因为记者后面有人擲磚。

## 後續
遊行集會當日，警方曾於楊屋道街市外施放多枚催淚彈。香港中文大學呼吸系統科講座教授許樹昌指店舖的食物可能沾上了催淚彈的殘留化學物質，可導致肚瀉及腸胃不適。翌日，近10名市民自發清潔街市，以地拖、毛巾、梘水及梳打粉沖洗牆壁及地板，而是次清潔行動由劉卓裕發起。而遊行當天晚上7時，食物環境衞生署亦有派出外判清潔工人進行大清潔，不過只獲配備簡單外科口罩，大部分人都沒有任何保護裝備。香港職工會聯盟清潔服務業工會總幹事杜振豪批評食環署違反《職業安全及健康條例》，並稱已就事件向勞工處投訴。
遊行集會後，有人於楊屋道對開道路拾獲催淚彈頭、橡膠子彈殼，並掛在港鐵荃灣站對開連儂牆天橋鐵欄，包括8個催淚彈罐、4枚橡膠子彈殼及多枚已使用的催淚彈頭；鐵欄上也貼上「催淚彈對人體傷害」的單張。對於有指催淚彈生產日期被刮走，荃灣連儂牆天橋鐵欄的催淚彈上顯示的生產日期則是由2016年至2017年不等。至於相關的彈殼仍殘餘催淚煙味，其間不時有途人駐足觀看掛件。這是繼2019年8月5日香港三罷行動有人於大埔將106枚區內檢獲的催淚彈頭串起，展示於衝突現場上方行人天橋後，再有人在香港向公衆展示催淚彈殼。